# Regiones climáticas de Argentina

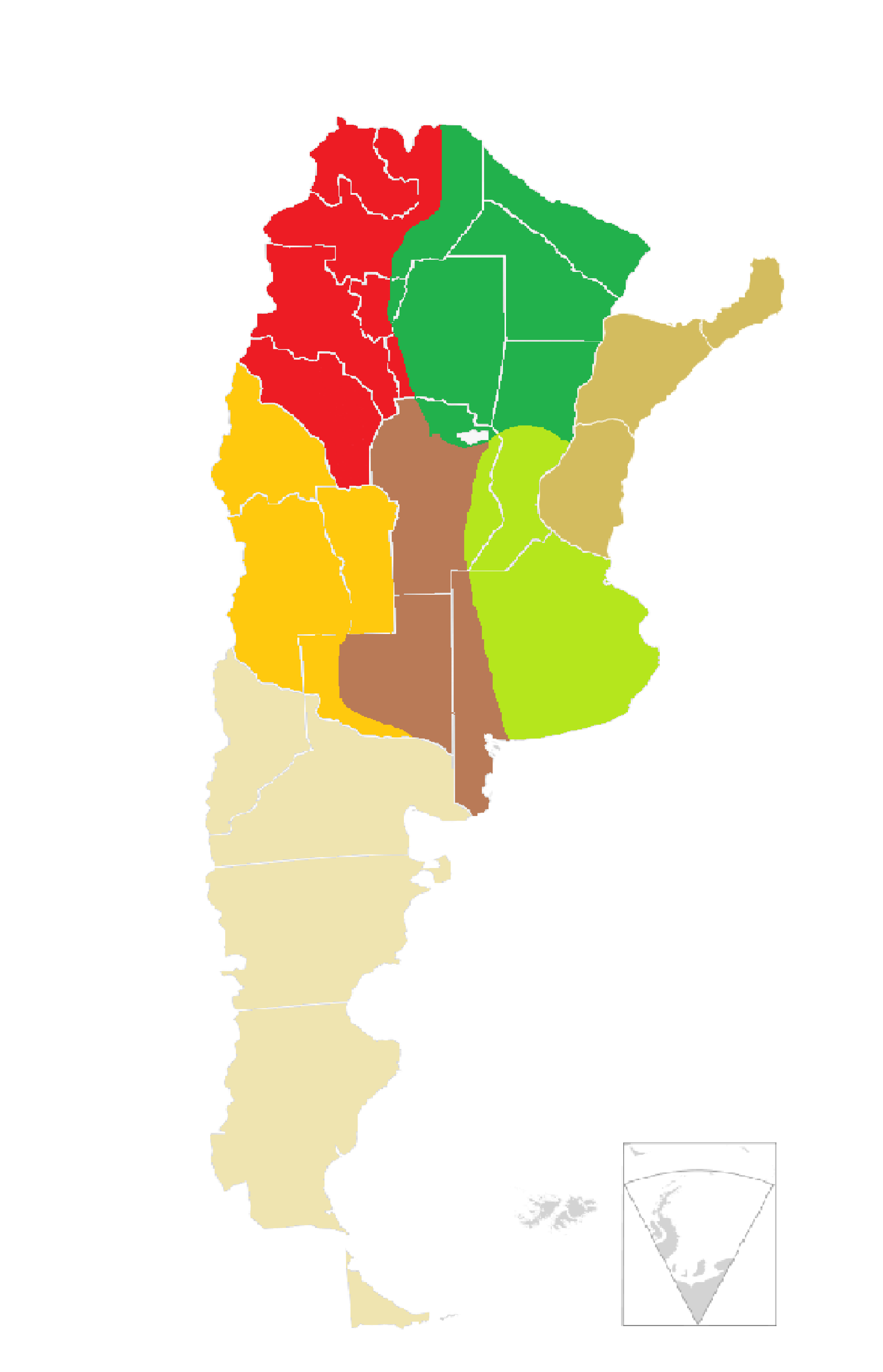
Regiones climáticas de Argentina:
Noroeste
Región del Chaco
Mesopotamia
Cuyo
Pampa Húmeda
Pampa seca
Patagonia
Antártida Argentina e islas del Atlántico Sur. Argentina reclama la soberanía sobre la Antártida Argentina y las Islas Malvinas. Sin embargo, las reclamaciones territoriales en la Antártida están suspendidas por el Tratado Antártico mientras que el Reino Unido ejerce “'de facto”' la disputa de soberanía de las Islas Malvinas.

Debido a su gran extensión y variedad de altitudes, Argentina posee una amplia diversidad de regiones climáticas, que van desde el cálido subtropical en el norte hasta el frío subantártico en el extremo sur. La región de las Pampas se encuentra entre ambas y presenta un clima suave y húmedo. Muchas regiones tienen diferentes, a menudo contrastantes, microclimas. En general, Argentina tiene cuatro tipos climáticos principales: cálido, moderado, árido y frío, en los que las características del relieve y la extensión latitudinal del país determinan las diferentes variedades dentro de los tipos climáticos principales.
Las partes septentrionales del paísno se caracterizan por veranos cálidos y húmedos con inviernos suaves y más secos, y precipitaciones muy estacionales. La Mesopotamia, ubicada en el noreste de Argentina, tiene un clima subtropical sin estación seca y se caracteriza por altas temperaturas y abundantes precipitaciones debido a la exposición a vientos húmedos del este provenientes del océano Atlántico durante todo el año. La región del Chaco en el centro-norte, aunque relativamente homogéneo en términos de precipitación y temperatura, es la región más cálida de Argentina y una de las pocas áreas naturales en el mundo ubicadas entre latitudes tropicales y templadas que no es un desierto. Las precipitaciones disminuyen de este a oeste en la región del Chaco porque las áreas orientales están más influenciadas por el aire húmedo del Atlántico que las occidentales, lo que resulta en una transición de la vegetación de bosques y pantanos a arbustos. El noroeste argentino es predominantemente seco, cálido y subtropical, aunque su topografía accidentada resulta en un clima diverso.
El centro de Argentina, que incluye las Pampas al este y la región de Cuyo al oeste, tiene un clima templado con veranos cálidos e inviernos frescos y más secos. En la región de Cuyo, los Andes obstruyen el paso de las nubes portadoras de lluvia provenientes del océano Pacífico; además, su latitud coincide con el anticiclón subtropical. Ambos factores hacen que la región sea seca. Con una amplia gama de altitudes, la región de Cuyo es climáticamente diversa, con condiciones gélidas que persisten en altitudes superiores a 4000 m (13 123,4 pies). Las Pampas son mayormente planas y reciben más precipitaciones, con un promedio de 500 mm (19,7 plg) en las partes occidentales hasta 1200 mm (47,2 plg) en las orientales. El clima en las Pampas es variable debido a las contrastantes masa de aires y tormentas frontales que afectan la región. Estas pueden generar tormentas con intensas granizadas y precipitaciones, y se sabe que tienen los relámpagos más frecuentes y las capas convectivas más altas del mundo.
La Patagonia, en el sur, es mayormente árida o semiárida, excepto en el extremo oeste, donde abundantes precipitaciones sostienen una densa cobertura forestal, glaciares y campo de nieves permanentes. Su clima se clasifica como templado a fresco templado, con los océanos circundantes moderando las temperaturas en la costa. Lejos de la costa, las áreas en las mesetas tienen grandes rangos de temperatura diarios y anuales. La influencia de los Andes, en conjunto con los patrones de circulación general, genera uno de los gradientes de precipitación más fuertes del mundo, disminuyendo rápidamente hacia el este. En gran parte de la Patagonia, las precipitaciones se concentran en invierno con nevadas ocasionales, particularmente en el oeste y sur montañosos; las precipitaciones están más distribuidas uniformemente en el este y sur. Una característica definitoria son los fuertes vientos del oeste que soplan durante todo el año, disminuyendo la percepción de la temperatura (sensación térmica), mientras que contribuyen a mantener la región árida al favorecer la evaporación.

## Definición de las regiones
En general, Argentina tiene cuatro tipos climáticos principales: cálido, moderado, árido y frío, todos determinados por la extensión en latitud, el rango de altitud y las características del relieve. La vasta extensión y el amplio rango de altitudes contribuyen a la diversidad climática de Argentina. Argentina posee una amplia variedad de regiones climáticas que van desde el subtropical en el norte hasta el subantártico en el extremo sur. Entre estas se encuentra la región de las Pampas, que presenta un clima suave y húmedo. Según la clasificación climática de Köppen, Argentina tiene 11 tipos climáticos diferentes: subtropical húmedo (Cfa, Cwa), clima oceánico moderado (Cfb), clima semiárido cálido (BSh), oceánico de altitud subtropical (Cwb), desierto cálido (BWh), semiárido frío (BSk), desierto frío (BWk), clima mediterráneo moderado (Csb), oceánico frío (Cfc) y tundra (ET). En consecuencia, hay una amplia variedad de biomas en el país, incluyendo selvas subtropicales, regiones semiáridas y áridas, llanuras templadas en las Pampas y subantárticas frías en el sur. Sin embargo, a pesar de la diversidad de biomas, alrededor de dos tercios de Argentina son áridos o semiáridos. Argentina se divide mejor en seis regiones distintas que reflejan las condiciones climáticas del país en su conjunto. De norte a sur, estas regiones son Noroeste, Chaco, Noreste, Cuyo/Monte, Pampas y Patagonia. Cada región climática tiene tipos de vegetación distintivos.
Argentina reclama soberanía sobre parte de la Antártida, que incluye la península Antártica y una sección triangular que se extiende hasta el Polo Sur, delimitada por los meridianos 25° Oeste y 74° Oeste y el 60° Sur. Sin embargo, todas las reclamaciones están suspendidas por el Tratado Antártico, del cual Argentina es signatario fundador y miembro consultivo permanente. Argentina también reclama soberanía sobre las Islas Malvinas y Islas Georgias del Sur y Sandwich del Sur. Sin embargo, el Reino Unido ejerce el control de facto sobre las Islas Malvinas y las Islas Georgias del Sur y Sandwich del Sur, ambas como Territorios Británicos de Ultramar.

## Mesopotamia

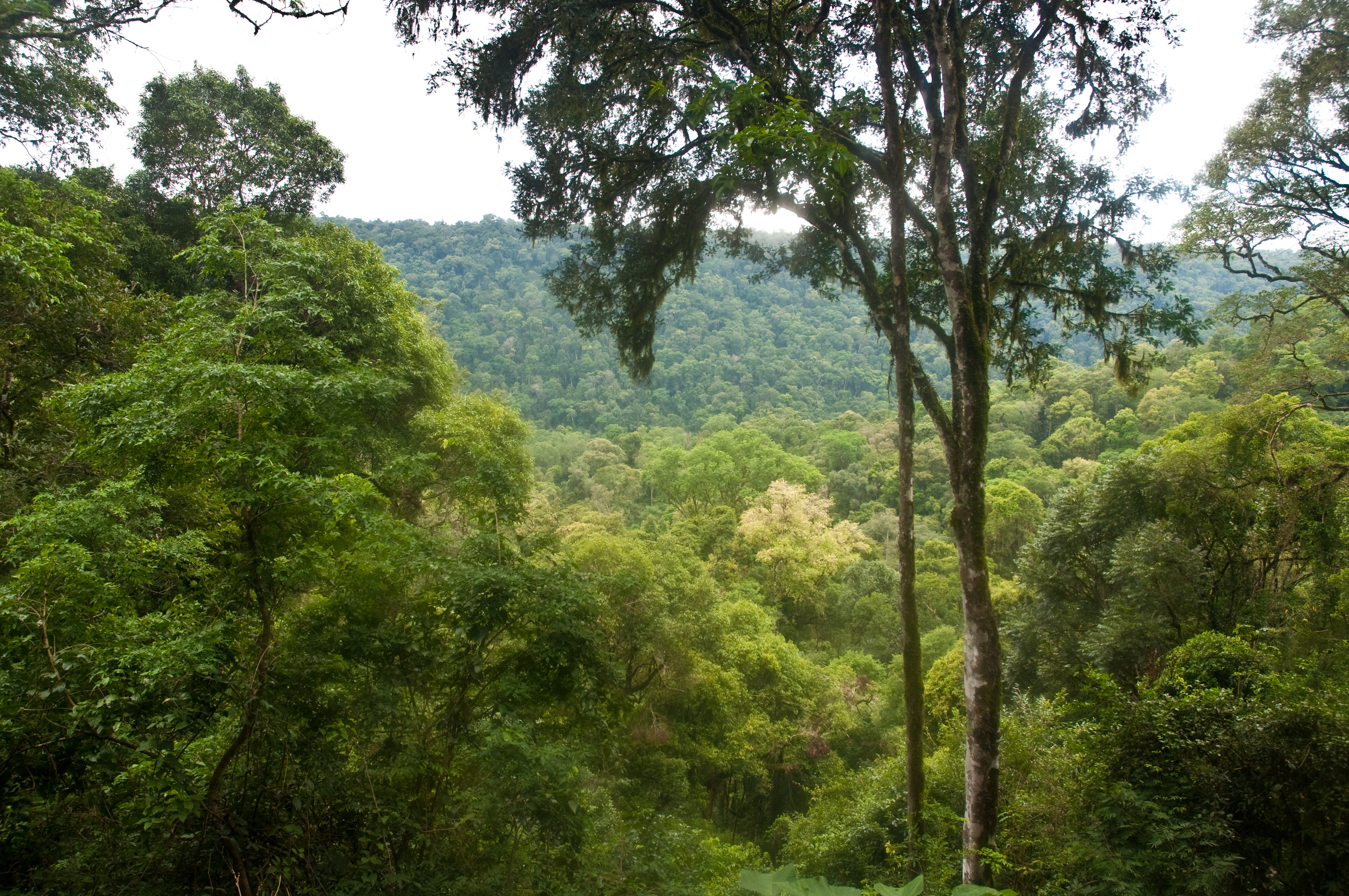
Las altas temperaturas y las abundantes precipitaciones en gran parte de Mesopotamia permiten el desarrollo de selvas como esta en la provincia de Misiones.

La región de Mesopotamia incluye las provincias de Misiones, Entre Ríos y Corrientes. Se encuentra entre los ríos Uruguay y Paraná, que sirven como fronteras naturales para la región.
Tiene un clima subtropical húmedo (Cfa según la clasificación climática de Köppen). cuyas principales características son altas temperaturas y abundantes precipitaciones durante todo el año. Estas precipitaciones durante todo el año ocurren porque la mayor parte de la región se encuentra al norte del cinturón de alta presión subtropical incluso en invierno, lo que la expone a vientos húmedos del este provenientes del océano Atlántico durante todo el año.: 12  Las deficiencias de agua y los períodos prolongados de sequía son poco comunes, y gran parte de la región tiene un balance hídrico positivo (es decir, las precipitaciones superan la evapotranspiración potencial).: 85 

### Precipitaciones
Mesopotamia es la región más húmeda de Argentina con un promedio de precipitaciones anuales que varía desde menos de 1000 mm (39,4 plg) en las partes meridionales hasta aproximadamente 1800 mm (70,9 plg) en las orientales.: 31  Las precipitaciones son ligeramente más altas en verano que en invierno, y generalmente disminuyen de este a oeste y de norte a sur.: 32  El verano (diciembre–febrero) es la temporada más húmeda, con precipitaciones que varían de 300 a 450 mm (11,8 a 17,7 plg).: 37  El otoño (marzo–mayo) es la temporada más lluviosa, con muchos lugares recibiendo más de 350 mm (13,8 plg).: 38  La mayor parte de las precipitaciones durante el verano y el otoño son causadas por tormentas convectivas.: 38–39  El invierno (junio–agosto) es la temporada más seca, con una precipitación media de 110 mm (4,3 plg) en toda la región.: 39  La mayor parte de las precipitaciones de invierno son el resultado de sistemas meteorológicos de escala sinóptica, sistemas de baja presión (tormentas a gran escala como ciclones extratropicales),: 40  particularmente la «sudestada», que a menudo traen largos períodos de precipitación, nubosidad, temperaturas más frías y vientos fuertes. Las nevadas son extremadamente raras y se limitan principalmente a las tierras altas de la provincia de Misiones, donde la última nevada significativa ocurrió en 1975 en Bernardo de Irigoyen. La primavera (septiembre–noviembre) es similar al otoño con una precipitación media de 340 mm (13,4 plg).: 40 

### Temperaturas
Las temperaturas medias anuales varían desde «63 °F» (17 °C) en el sur hasta «70 °F» (21 °C) en el norte. Los veranos son cálidos y húmedos mientras que los inviernos son suaves.: 12  La temperatura media de enero en la mayor parte de la región es de «77 °F» (25 °C), excepto en las tierras altas de la provincia de Misiones, donde son más bajas debido a su mayor elevación. Durante las olas de calor, las temperaturas pueden superar los «40 °C» (104 °F) en los meses de verano, mientras que en los meses de invierno, las masas de aire frío provenientes del sur pueden empujar las temperaturas por debajo del punto de congelación, causando escarcha. Sin embargo, dichos frentes fríos son breves y menos intensos que en áreas más al sur o en altitudes más altas.

### Estadísticas para ubicaciones seleccionadas
| Parámetros climáticos promedio de Posadas, Misiones (1991–2020) | Parámetros climáticos promedio de Posadas, Misiones (1991–2020) | Parámetros climáticos promedio de Posadas, Misiones (1991–2020) | Parámetros climáticos promedio de Posadas, Misiones (1991–2020) | Parámetros climáticos promedio de Posadas, Misiones (1991–2020) | Parámetros climáticos promedio de Posadas, Misiones (1991–2020) | Parámetros climáticos promedio de Posadas, Misiones (1991–2020) | Parámetros climáticos promedio de Posadas, Misiones (1991–2020) | Parámetros climáticos promedio de Posadas, Misiones (1991–2020) | Parámetros climáticos promedio de Posadas, Misiones (1991–2020) | Parámetros climáticos promedio de Posadas, Misiones (1991–2020) | Parámetros climáticos promedio de Posadas, Misiones (1991–2020) | Parámetros climáticos promedio de Posadas, Misiones (1991–2020) | Parámetros climáticos promedio de Posadas, Misiones (1991–2020) |
| Mes                                                             | Ene.                                                            | Feb.                                                            | Mar.                                                            | Abr.                                                            | May.                                                            | Jun.                                                            | Jul.                                                            | Ago.                                                            | Sep.                                                            | Oct.                                                            | Nov.                                                            | Dic.                                                            | Anual                                                           |
| --------------------------------------------------------------- | --------------------------------------------------------------- | --------------------------------------------------------------- | --------------------------------------------------------------- | --------------------------------------------------------------- | --------------------------------------------------------------- | --------------------------------------------------------------- | --------------------------------------------------------------- | --------------------------------------------------------------- | --------------------------------------------------------------- | --------------------------------------------------------------- | --------------------------------------------------------------- | --------------------------------------------------------------- | --------------------------------------------------------------- |
| Temp. máx. media (°C)                                           | 33.0                                                            | 32.4                                                            | 31.0                                                            | 28.0                                                            | 23.9                                                            | 22.2                                                            | 22.0                                                            | 24.5                                                            | 25.9                                                            | 28.5                                                            | 30.4                                                            | 32.3                                                            | 27.8                                                            |
| Temp. mín. media (°C)                                           | 22.1                                                            | 21.7                                                            | 20.4                                                            | 17.7                                                            | 14.4                                                            | 13.1                                                            | 11.8                                                            | 13.3                                                            | 15.0                                                            | 17.6                                                            | 18.9                                                            | 21.1                                                            | 17.3                                                            |
| Precipitación total (mm)                                        | 168.7                                                           | 136.9                                                           | 171.0                                                           | 179.0                                                           | 138.4                                                           | 128.6                                                           | 94.1                                                            | 87.1                                                            | 132.8                                                           | 253.4                                                           | 178.8                                                           | 204.4                                                           | 1873.2                                                          |
| Días de precipitaciones (≥ 0.1 mm)                              | 9.5                                                             | 9.2                                                             | 9.3                                                             | 8.9                                                             | 8.8                                                             | 8.5                                                             | 8.1                                                             | 7.6                                                             | 9.9                                                             | 11.5                                                            | 8.9                                                             | 9.7                                                             | 110.0                                                           |
| Horas de sol                                                    | 192.2                                                           | 186.5                                                           | 179.8                                                           | 174.0                                                           | 155.0                                                           | 126.0                                                           | 158.1                                                           | 179.8                                                           | 147.0                                                           | 153.0                                                           | 183.0                                                           | 176.7                                                           | 2011.1                                                          |
| Humedad relativa (%)                                            | 68.1                                                            | 70.4                                                            | 71.9                                                            | 74.4                                                            | 77.3                                                            | 77.5                                                            | 73.9                                                            | 68.3                                                            | 67.9                                                            | 69.6                                                            | 65.4                                                            | 66.3                                                            | 70.9                                                            |
| Fuente: Servicio Meteorológico Nacional                         |                                                                 |                                                                 |                                                                 |                                                                 |                                                                 |                                                                 |                                                                 |                                                                 |                                                                 |                                                                 |                                                                 |                                                                 |                                                                 |

| Parámetros climáticos promedio de Monte Caseros, Corrientes (1991–2020)    | Parámetros climáticos promedio de Monte Caseros, Corrientes (1991–2020) | Parámetros climáticos promedio de Monte Caseros, Corrientes (1991–2020) | Parámetros climáticos promedio de Monte Caseros, Corrientes (1991–2020) | Parámetros climáticos promedio de Monte Caseros, Corrientes (1991–2020) | Parámetros climáticos promedio de Monte Caseros, Corrientes (1991–2020) | Parámetros climáticos promedio de Monte Caseros, Corrientes (1991–2020) | Parámetros climáticos promedio de Monte Caseros, Corrientes (1991–2020) | Parámetros climáticos promedio de Monte Caseros, Corrientes (1991–2020) | Parámetros climáticos promedio de Monte Caseros, Corrientes (1991–2020) | Parámetros climáticos promedio de Monte Caseros, Corrientes (1991–2020) | Parámetros climáticos promedio de Monte Caseros, Corrientes (1991–2020) | Parámetros climáticos promedio de Monte Caseros, Corrientes (1991–2020) | Parámetros climáticos promedio de Monte Caseros, Corrientes (1991–2020) |
| Mes                                                                        | Ene.                                                                    | Feb.                                                                    | Mar.                                                                    | Abr.                                                                    | May.                                                                    | Jun.                                                                    | Jul.                                                                    | Ago.                                                                    | Sep.                                                                    | Oct.                                                                    | Nov.                                                                    | Dic.                                                                    | Anual                                                                   |
| -------------------------------------------------------------------------- | ----------------------------------------------------------------------- | ----------------------------------------------------------------------- | ----------------------------------------------------------------------- | ----------------------------------------------------------------------- | ----------------------------------------------------------------------- | ----------------------------------------------------------------------- | ----------------------------------------------------------------------- | ----------------------------------------------------------------------- | ----------------------------------------------------------------------- | ----------------------------------------------------------------------- | ----------------------------------------------------------------------- | ----------------------------------------------------------------------- | ----------------------------------------------------------------------- |
| Temp. máx. media (°C)                                                      | 32.4                                                                    | 31.2                                                                    | 29.6                                                                    | 25.8                                                                    | 21.7                                                                    | 19.3                                                                    | 18.9                                                                    | 21.7                                                                    | 23.1                                                                    | 25.8                                                                    | 28.7                                                                    | 31.1                                                                    | 25.8                                                                    |
| Temp. mín. media (°C)                                                      | 20.6                                                                    | 20.0                                                                    | 18.3                                                                    | 15.3                                                                    | 12.0                                                                    | 9.8                                                                     | 8.8                                                                     | 10.1                                                                    | 11.9                                                                    | 14.9                                                                    | 16.8                                                                    | 19.1                                                                    | 14.8                                                                    |
| Precipitación total (mm)                                                   | 157.4                                                                   | 140.6                                                                   | 136.8                                                                   | 197.2                                                                   | 114.7                                                                   | 82.3                                                                    | 61.7                                                                    | 64.5                                                                    | 91.9                                                                    | 157.6                                                                   | 149.1                                                                   | 167.3                                                                   | 1521.1                                                                  |
| Días de precipitaciones (≥ 0.1 mm)                                         | 8.8                                                                     | 8.1                                                                     | 8.0                                                                     | 9.1                                                                     | 8.4                                                                     | 7.6                                                                     | 6.4                                                                     | 5.6                                                                     | 7.8                                                                     | 10.3                                                                    | 8.1                                                                     | 9.1                                                                     | 97.2                                                                    |
| Horas de sol                                                               | 285.9                                                                   | 232.7                                                                   | 241.8                                                                   | 188.9                                                                   | 178.1                                                                   | 146.7                                                                   | 165.0                                                                   | 178.6                                                                   | 188.8                                                                   | 224.8                                                                   | 256.9                                                                   | 271.5                                                                   | 2594.8                                                                  |
| Humedad relativa (%)                                                       | 68.4                                                                    | 72.5                                                                    | 74.6                                                                    | 78.0                                                                    | 81.1                                                                    | 81.5                                                                    | 78.3                                                                    | 73.7                                                                    | 72.5                                                                    | 73.0                                                                    | 68.1                                                                    | 67.5                                                                    | 74.1                                                                    |
| Fuente n.º 1: Servicio Meteorológico Nacional                              |                                                                         |                                                                         |                                                                         |                                                                         |                                                                         |                                                                         |                                                                         |                                                                         |                                                                         |                                                                         |                                                                         |                                                                         |                                                                         |
| Fuente n.º 2: World Meteorological Organization (sunshine hours 1981–2010) |                                                                         |                                                                         |                                                                         |                                                                         |                                                                         |                                                                         |                                                                         |                                                                         |                                                                         |                                                                         |                                                                         |                                                                         |                                                                         |

| Parámetros climáticos promedio de Paraná, Entre Ríos (1991–2020) | Parámetros climáticos promedio de Paraná, Entre Ríos (1991–2020) | Parámetros climáticos promedio de Paraná, Entre Ríos (1991–2020) | Parámetros climáticos promedio de Paraná, Entre Ríos (1991–2020) | Parámetros climáticos promedio de Paraná, Entre Ríos (1991–2020) | Parámetros climáticos promedio de Paraná, Entre Ríos (1991–2020) | Parámetros climáticos promedio de Paraná, Entre Ríos (1991–2020) | Parámetros climáticos promedio de Paraná, Entre Ríos (1991–2020) | Parámetros climáticos promedio de Paraná, Entre Ríos (1991–2020) | Parámetros climáticos promedio de Paraná, Entre Ríos (1991–2020) | Parámetros climáticos promedio de Paraná, Entre Ríos (1991–2020) | Parámetros climáticos promedio de Paraná, Entre Ríos (1991–2020) | Parámetros climáticos promedio de Paraná, Entre Ríos (1991–2020) | Parámetros climáticos promedio de Paraná, Entre Ríos (1991–2020) |
| Mes                                                              | Ene.                                                             | Feb.                                                             | Mar.                                                             | Abr.                                                             | May.                                                             | Jun.                                                             | Jul.                                                             | Ago.                                                             | Sep.                                                             | Oct.                                                             | Nov.                                                             | Dic.                                                             | Anual                                                            |
| ---------------------------------------------------------------- | ---------------------------------------------------------------- | ---------------------------------------------------------------- | ---------------------------------------------------------------- | ---------------------------------------------------------------- | ---------------------------------------------------------------- | ---------------------------------------------------------------- | ---------------------------------------------------------------- | ---------------------------------------------------------------- | ---------------------------------------------------------------- | ---------------------------------------------------------------- | ---------------------------------------------------------------- | ---------------------------------------------------------------- | ---------------------------------------------------------------- |
| Temp. máx. media (°C)                                            | 31.2                                                             | 29.7                                                             | 27.9                                                             | 24.0                                                             | 20.3                                                             | 17.3                                                             | 16.9                                                             | 19.6                                                             | 21.8                                                             | 24.6                                                             | 27.6                                                             | 29.8                                                             | 24.2                                                             |
| Temp. mín. media (°C)                                            | 19.4                                                             | 18.6                                                             | 16.9                                                             | 13.8                                                             | 11.0                                                             | 8.3                                                              | 7.2                                                              | 8.4                                                              | 10.2                                                             | 13.3                                                             | 15.7                                                             | 18.0                                                             | 13.4                                                             |
| Precipitación total (mm)                                         | 112.2                                                            | 128.3                                                            | 147.6                                                            | 136.6                                                            | 63.5                                                             | 36.7                                                             | 30.8                                                             | 38.4                                                             | 54.0                                                             | 131.1                                                            | 123.6                                                            | 152.0                                                            | 1154.8                                                           |
| Días de precipitaciones (≥ 0.1 mm)                               | 7.6                                                              | 7.9                                                              | 7.3                                                              | 8.4                                                              | 5.8                                                              | 4.4                                                              | 4.1                                                              | 4.2                                                              | 5.6                                                              | 9.3                                                              | 8.0                                                              | 8.9                                                              | 81.6                                                             |
| Horas de sol                                                     | 285.2                                                            | 243.0                                                            | 238.7                                                            | 198.0                                                            | 176.7                                                            | 147.0                                                            | 176.7                                                            | 207.7                                                            | 210.0                                                            | 232.5                                                            | 264.0                                                            | 254.2                                                            | 2633.7                                                           |
| Humedad relativa (%)                                             | 66.3                                                             | 71.5                                                             | 73.9                                                             | 77.1                                                             | 79.5                                                             | 79.6                                                             | 75.4                                                             | 70.2                                                             | 67.7                                                             | 69.5                                                             | 65.3                                                             | 64.9                                                             | 71.7                                                             |
| Fuente: Servicio Meteorológico Nacional                          |                                                                  |                                                                  |                                                                  |                                                                  |                                                                  |                                                                  |                                                                  |                                                                  |                                                                  |                                                                  |                                                                  |                                                                  |                                                                  |

## Chaco

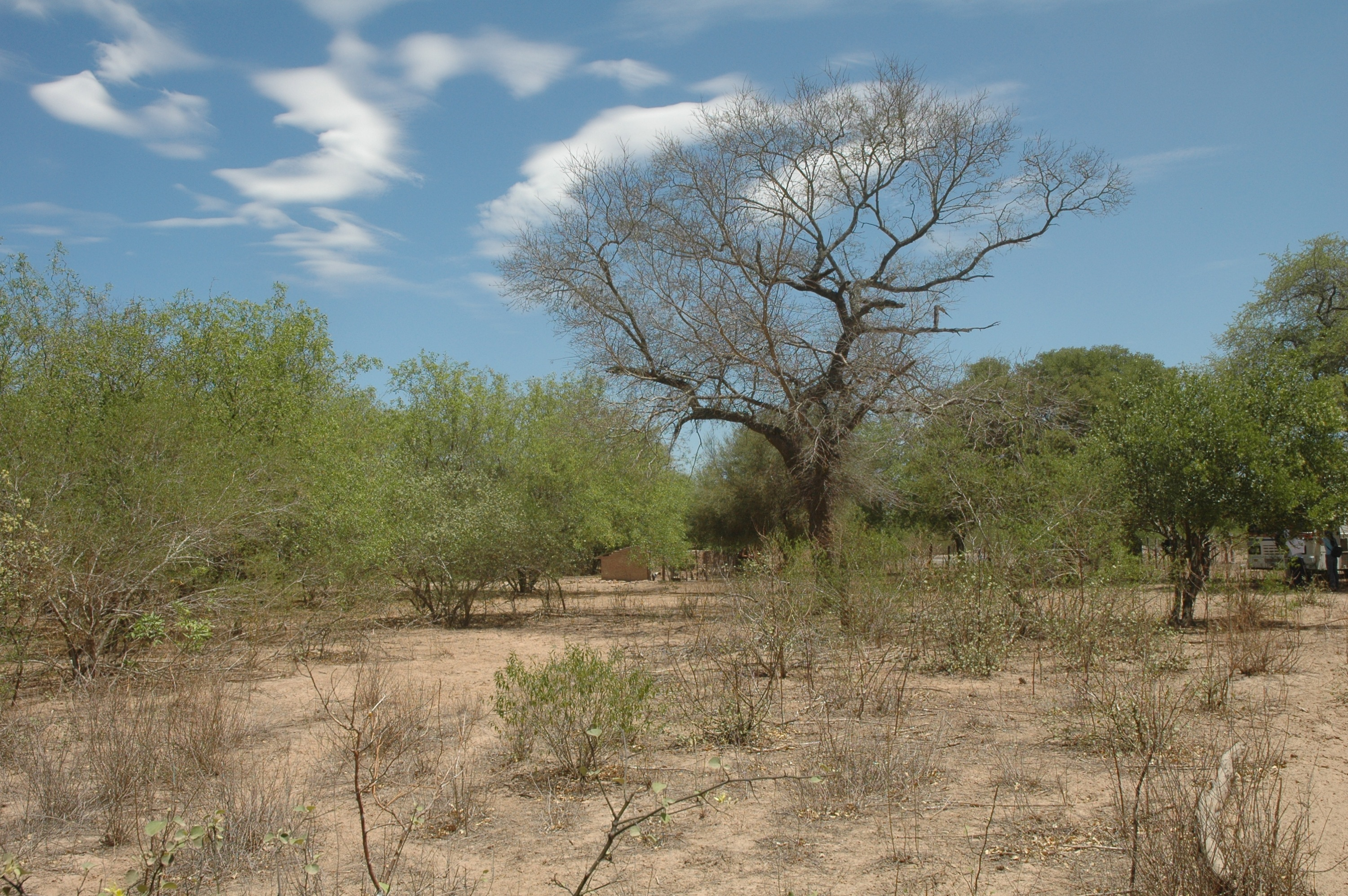
Las partes occidentales de la región del Chaco se caracterizan por arbustos y cobertura forestal baja a media debido a menores precipitaciones.

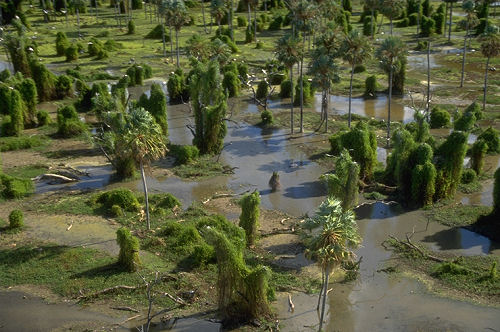
Los pantanos ubicados en el Parque Nacional Río Pilcomayo son una de las características naturales típicas de las partes orientales de la región del Chaco, debido a las mayores precipitaciones.

La región del Chaco, en el centro-norte, incluye completamente las provincias de Chaco y Formosa. Las partes orientales de las provincias de Jujuy, Salta y Tucumán, y las partes septentrionales de Córdoba y Santa Fe forman parte de la región. Asimismo, la mayor parte de la Provincia de Santiago del Estero se encuentra dentro de la región.
La región tiene un clima subtropical. Según la clasificación climática de Köppen, las partes occidentales tienen un clima semiárido (Bs) mientras que el este tiene un clima subtropical húmedo (Cfa).: 486  El Chaco es una de las pocas regiones naturales en el mundo ubicadas entre latitudes tropicales y templadas que no es un desierto.: 486  Las precipitaciones y la temperatura son relativamente homogéneas en toda la región.: 486  La circulación atmosférica general influye en el clima de la región, principalmente por dos sistemas de alta presión permanentes: el Anticiclón del Pacífico Sur y el Anticiclón del Atlántico Sur, y un sistema de baja presión que se desarrolla sobre el noreste de Argentina llamado Baja del Chaco. La interacción entre el Anticiclón del Atlántico Sur y la Baja del Chaco genera un gradiente de presión que trae aire húmedo desde el este y noreste a las regiones costeras orientales y centrales de Argentina.Compagnucci, RH; Salles; Canziani, PO. «Variabilidad intraestacional en el régimen de precipitación del litoral marítimo Argentino». Geoacta 27: 53-70.</ref> En verano, esta interacción se fortalece, favoreciendo el desarrollo de tormentas convectivas que pueden resultar en lluvias intensas. En contraste, los inviernos son secos debido al debilitamiento de estos sistemas y la menor insolación que debilita la Baja del Chaco, junto con el desplazamiento hacia el norte de los vientos del oeste. Durante todo el año, el Anticiclón del Pacífico Sur influye en el clima al traer masas de aire frío y húmedo originadas en la Patagonia, lo que lleva a temperaturas frías y heladas, particularmente durante el invierno. Los veranos presentan un clima más estable que los inviernos, ya que los anticiclones del Atlántico Sur y del Pacífico Sur están en sus posiciones más al sur, lo que dificulta la entrada de frentes fríos.

### Precipitaciones
La precipitación media anual varía desde 1200 mm (47,2 plg) en las partes orientales de la provincia de Formosa hasta un mínimo de 450 a 500 mm (17,7 a 19,7 plg) en el oeste y suroeste.: 30  La mayor parte de las precipitaciones se concentran en el verano y disminuyen de este a oeste. Las lluvias de verano son intensas, y las lluvias torrenciales son comunes, ocasionalmente causando inundaciones y erosión del suelo. Durante los meses de invierno, las precipitaciones son escasas. Las áreas orientales reciben más precipitaciones que las occidentales, ya que están más influenciadas por el aire húmedo del océano Atlántico. Esto penetra más en las áreas orientales que en las occidentales, trayendo más precipitaciones. Como resultado, la vegetación varía: las áreas orientales están cubiertas por bosques, sabanas, pantanos y bosques subtropicales húmedos, mientras que las áreas occidentales están dominadas por bosques medianos y bajos de árboles mesofíticos y xerofíticos, y un sotobosque denso de arbustos y pastos. La parte occidental tiene una estación seca de invierno pronunciada, mientras que las partes orientales tienen una estación ligeramente más seca. En todas las partes de la región, las precipitaciones son muy variables de un año a otro. La parte oriental de la región recibe suficiente precipitación para tener un balance hídrico positivo. En contraste, las partes occidentales de la región tienen un balance hídrico negativo (la evapotranspiración potencial excede las precipitaciones) debido a menores precipitaciones.: 85 

### Temperaturas
La región del Chaco es la más cálida de Argentina, con una temperatura media anual de 23 grados Celsius (73,4 °F). Con temperaturas medias de verano que alcanzan los 28 grados Celsius (82,4 °F), la región tiene los veranos más cálidos del país.: 63  Los inviernos son suaves y breves, con temperaturas medias en julio que varían desde 16 grados Celsius (60,8 °F) en las partes septentrionales hasta 14 grados Celsius (57,2 °F) en las partes más meridionales.: 1  Las temperaturas máximas absolutas pueden alcanzar hasta 49 grados Celsius (120,2 °F), mientras que durante olas de frío, las temperaturas pueden descender hasta −6 grados Celsius (21,2 °F). Las áreas orientales están más influenciadas por el clima marítimo que las áreas occidentales, lo que lleva a una amplitud térmica más pequeña (diferencia entre las temperaturas promedio altas y bajas). Esto resulta en temperaturas máximas y mínimas absolutas de 43 grados Celsius (109,4 °F) y −2,5 grados Celsius (27,5 °F) en el este, en comparación con más de 47 grados Celsius (116,6 °F) y −7,2 grados Celsius (19,0 °F) en el oeste.

### Estadísticas para ubicaciones seleccionadas
| Parámetros climáticos promedio de Rivadavia, Salta (located in the west) 1961–1990                                                                       | Parámetros climáticos promedio de Rivadavia, Salta (located in the west) 1961–1990 | Parámetros climáticos promedio de Rivadavia, Salta (located in the west) 1961–1990 | Parámetros climáticos promedio de Rivadavia, Salta (located in the west) 1961–1990 | Parámetros climáticos promedio de Rivadavia, Salta (located in the west) 1961–1990 | Parámetros climáticos promedio de Rivadavia, Salta (located in the west) 1961–1990 | Parámetros climáticos promedio de Rivadavia, Salta (located in the west) 1961–1990 | Parámetros climáticos promedio de Rivadavia, Salta (located in the west) 1961–1990 | Parámetros climáticos promedio de Rivadavia, Salta (located in the west) 1961–1990 | Parámetros climáticos promedio de Rivadavia, Salta (located in the west) 1961–1990 | Parámetros climáticos promedio de Rivadavia, Salta (located in the west) 1961–1990 | Parámetros climáticos promedio de Rivadavia, Salta (located in the west) 1961–1990 | Parámetros climáticos promedio de Rivadavia, Salta (located in the west) 1961–1990 | Parámetros climáticos promedio de Rivadavia, Salta (located in the west) 1961–1990 |
| Mes | Ene.                                                                               | Feb.                                                                               | Mar.                                                                               | Abr.                                                                               | May.                                                                               | Jun.                                                                               | Jul.                                                                               | Ago.                                                                               | Sep.                                                                               | Oct.                                                                               | Nov.                                                                               | Dic.                                                                               | Anual                                                                              |
| --- | ---------------------------------------------------------------------------------- | ---------------------------------------------------------------------------------- | ---------------------------------------------------------------------------------- | ---------------------------------------------------------------------------------- | ---------------------------------------------------------------------------------- | ---------------------------------------------------------------------------------- | ---------------------------------------------------------------------------------- | ---------------------------------------------------------------------------------- | ---------------------------------------------------------------------------------- | ---------------------------------------------------------------------------------- | ---------------------------------------------------------------------------------- | ---------------------------------------------------------------------------------- | ---------------------------------------------------------------------------------- |
| Temp. máx. media (°C) | 35.8                                                                               | 34.4                                                                               | 32.4                                                                               | 28.6                                                                               | 25.8                                                                               | 22.7                                                                               | 24.0                                                                               | 27.0                                                                               | 29.7                                                                               | 33.2                                                                               | 34.4                                                                               | 35.5                                                                               | 30.3                                                                               |
| Temp. mín. media (°C) | 22.1                                                                               | 21.5                                                                               | 20.3                                                                               | 17.2                                                                               | 14.2                                                                               | 10.8                                                                               | 9.9                                                                                | 11.4                                                                               | 14.2                                                                               | 18.0                                                                               | 20.0                                                                               | 21.4                                                                               | 16.8                                                                               |
| Precipitación total (mm) | 128.1                                                                              | 97.7                                                                               | 91.3                                                                               | 64.4                                                                               | 16.7                                                                               | 10.9                                                                               | 4.4                                                                                | 4.1                                                                                | 13.6                                                                               | 42.9                                                                               | 76.6                                                                               | 115.3                                                                              | 666.0                                                                              |
| Días de precipitaciones (≥ 0.1 mm) | 9                                                                                  | 9                                                                                  | 10                                                                                 | 8                                                                                  | 6                                                                                  | 4                                                                                  | 3                                                                                  | 1                                                                                  | 2                                                                                  | 5                                                                                  | 9                                                                                  | 9                                                                                  | 75                                                                                 |
| Horas de sol | 248                                                                                | 254                                                                                | 248                                                                                | 180                                                                                | 186                                                                                | 120                                                                                | 155                                                                                | 217                                                                                | 210                                                                                | 248                                                                                | 240                                                                                | 248                                                                                | 2554                                                                               |
| Humedad relativa (%) | 61                                                                                 | 64                                                                                 | 68                                                                                 | 70                                                                                 | 70                                                                                 | 68                                                                                 | 62                                                                                 | 54                                                                                 | 52                                                                                 | 56                                                                                 | 50                                                                                 | 59                                                                                 | 61                                                                                 |
| Fuente n.º 1: NOAA «Valores Medios de Temperature y Precipitación-Salta: Rivadavia». Servicio Meteorológico Nacional. Consultado el 29 March 2015.</ref> |                                                                                    |                                                                                    |                                                                                    |                                                                                    |                                                                                    |                                                                                    |                                                                                    |                                                                                    |                                                                                    |                                                                                    |                                                                                    |                                                                                    |                                                                                    |
| Fuente n.º 2: Deutscher Wetterdienst (sun and humidity)                                                                                                  |                                                                                    |                                                                                    |                                                                                    |                                                                                    |                                                                                    |                                                                                    |                                                                                    |                                                                                    |                                                                                    |                                                                                    |                                                                                    |                                                                                    |                                                                                    |

| Parámetros climáticos promedio de Presidencia Roque Sáenz Peña (located in the centre)                                                       | Parámetros climáticos promedio de Presidencia Roque Sáenz Peña (located in the centre) | Parámetros climáticos promedio de Presidencia Roque Sáenz Peña (located in the centre) | Parámetros climáticos promedio de Presidencia Roque Sáenz Peña (located in the centre) | Parámetros climáticos promedio de Presidencia Roque Sáenz Peña (located in the centre) | Parámetros climáticos promedio de Presidencia Roque Sáenz Peña (located in the centre) | Parámetros climáticos promedio de Presidencia Roque Sáenz Peña (located in the centre) | Parámetros climáticos promedio de Presidencia Roque Sáenz Peña (located in the centre) | Parámetros climáticos promedio de Presidencia Roque Sáenz Peña (located in the centre) | Parámetros climáticos promedio de Presidencia Roque Sáenz Peña (located in the centre) | Parámetros climáticos promedio de Presidencia Roque Sáenz Peña (located in the centre) | Parámetros climáticos promedio de Presidencia Roque Sáenz Peña (located in the centre) | Parámetros climáticos promedio de Presidencia Roque Sáenz Peña (located in the centre) | Parámetros climáticos promedio de Presidencia Roque Sáenz Peña (located in the centre) |
| Mes | Ene.                                                                                   | Feb.                                                                                   | Mar.                                                                                   | Abr.                                                                                   | May.                                                                                   | Jun.                                                                                   | Jul.                                                                                   | Ago.                                                                                   | Sep.                                                                                   | Oct.                                                                                   | Nov.                                                                                   | Dic.                                                                                   | Anual                                                                                  |
| --- | -------------------------------------------------------------------------------------- | -------------------------------------------------------------------------------------- | -------------------------------------------------------------------------------------- | -------------------------------------------------------------------------------------- | -------------------------------------------------------------------------------------- | -------------------------------------------------------------------------------------- | -------------------------------------------------------------------------------------- | -------------------------------------------------------------------------------------- | -------------------------------------------------------------------------------------- | -------------------------------------------------------------------------------------- | -------------------------------------------------------------------------------------- | -------------------------------------------------------------------------------------- | -------------------------------------------------------------------------------------- |
| Temp. máx. media (°C) | 34.0                                                                                   | 32.4                                                                                   | 31.1                                                                                   | 27.2                                                                                   | 24.4                                                                                   | 21.9                                                                                   | 22.5                                                                                   | 24.8                                                                                   | 26.8                                                                                   | 29.4                                                                                   | 31.1                                                                                   | 33.0                                                                                   | 28.2                                                                                   |
| Temp. mín. media (°C) | 20.2                                                                                   | 19.4                                                                                   | 18.4                                                                                   | 14.9                                                                                   | 12.2                                                                                   | 10.0                                                                                   | 8.8                                                                                    | 9.8                                                                                    | 11.8                                                                                   | 15.1                                                                                   | 17.0                                                                                   | 19.2                                                                                   | 14.7                                                                                   |
| Precipitación total (mm) | 136.7                                                                                  | 120.0                                                                                  | 130.7                                                                                  | 113.6                                                                                  | 47.4                                                                                   | 25.4                                                                                   | 18.6                                                                                   | 21.7                                                                                   | 37.4                                                                                   | 90.9                                                                                   | 118.9                                                                                  | 125.3                                                                                  | 986.6                                                                                  |
| Días de precipitaciones (≥ 1 mm) | 7                                                                                      | 7                                                                                      | 7                                                                                      | 7                                                                                      | 6                                                                                      | 5                                                                                      | 3                                                                                      | 3                                                                                      | 4                                                                                      | 7                                                                                      | 7                                                                                      | 7                                                                                      | 70                                                                                     |
| Horas de sol | 285.2                                                                                  | 243.0                                                                                  | 229.4                                                                                  | 189.0                                                                                  | 189.1                                                                                  | 150.0                                                                                  | 186.0                                                                                  | 204.6                                                                                  | 207.0                                                                                  | 241.8                                                                                  | 264.0                                                                                  | 285.2                                                                                  | 2674.3                                                                                 |
| Humedad relativa (%) | 70                                                                                     | 72                                                                                     | 76                                                                                     | 78                                                                                     | 78                                                                                     | 78                                                                                     | 73                                                                                     | 67                                                                                     | 64                                                                                     | 67                                                                                     | 69                                                                                     | 69                                                                                     | 72                                                                                     |
| Fuente: Instituto Nacional de Tecnología Agropecuaria (temperature 1930–2013, precipitation 1924–2013, humidity 1965–2013 and sun 1968–2013) |                                                                                        |                                                                                        |                                                                                        |                                                                                        |                                                                                        |                                                                                        |                                                                                        |                                                                                        |                                                                                        |                                                                                        |                                                                                        |                                                                                        |                                                                                        |

| Parámetros climáticos promedio de Formosa, Argentina (located in the east) 1991–2020 | Parámetros climáticos promedio de Formosa, Argentina (located in the east) 1991–2020 | Parámetros climáticos promedio de Formosa, Argentina (located in the east) 1991–2020 | Parámetros climáticos promedio de Formosa, Argentina (located in the east) 1991–2020 | Parámetros climáticos promedio de Formosa, Argentina (located in the east) 1991–2020 | Parámetros climáticos promedio de Formosa, Argentina (located in the east) 1991–2020 | Parámetros climáticos promedio de Formosa, Argentina (located in the east) 1991–2020 | Parámetros climáticos promedio de Formosa, Argentina (located in the east) 1991–2020 | Parámetros climáticos promedio de Formosa, Argentina (located in the east) 1991–2020 | Parámetros climáticos promedio de Formosa, Argentina (located in the east) 1991–2020 | Parámetros climáticos promedio de Formosa, Argentina (located in the east) 1991–2020 | Parámetros climáticos promedio de Formosa, Argentina (located in the east) 1991–2020 | Parámetros climáticos promedio de Formosa, Argentina (located in the east) 1991–2020 | Parámetros climáticos promedio de Formosa, Argentina (located in the east) 1991–2020 |
| Mes                                                                                  | Ene.                                                                                 | Feb.                                                                                 | Mar.                                                                                 | Abr.                                                                                 | May.                                                                                 | Jun.                                                                                 | Jul.                                                                                 | Ago.                                                                                 | Sep.                                                                                 | Oct.                                                                                 | Nov.                                                                                 | Dic.                                                                                 | Anual                                                                                |
| ------------------------------------------------------------------------------------ | ------------------------------------------------------------------------------------ | ------------------------------------------------------------------------------------ | ------------------------------------------------------------------------------------ | ------------------------------------------------------------------------------------ | ------------------------------------------------------------------------------------ | ------------------------------------------------------------------------------------ | ------------------------------------------------------------------------------------ | ------------------------------------------------------------------------------------ | ------------------------------------------------------------------------------------ | ------------------------------------------------------------------------------------ | ------------------------------------------------------------------------------------ | ------------------------------------------------------------------------------------ | ------------------------------------------------------------------------------------ |
| Temp. máx. media (°C)                                                                | 34.1                                                                                 | 33.0                                                                                 | 31.7                                                                                 | 28.6                                                                                 | 24.5                                                                                 | 22.8                                                                                 | 22.7                                                                                 | 25.4                                                                                 | 27.2                                                                                 | 29.5                                                                                 | 30.9                                                                                 | 33.0                                                                                 | 28.6                                                                                 |
| Temp. mín. media (°C)                                                                | 22.5                                                                                 | 22.0                                                                                 | 20.6                                                                                 | 18.0                                                                                 | 14.6                                                                                 | 13.1                                                                                 | 11.5                                                                                 | 12.7                                                                                 | 14.7                                                                                 | 18.2                                                                                 | 19.2                                                                                 | 21.4                                                                                 | 17.4                                                                                 |
| Precipitación total (mm)                                                             | 163.5                                                                                | 135.6                                                                                | 138.2                                                                                | 159.6                                                                                | 110.1                                                                                | 60.3                                                                                 | 41.0                                                                                 | 34.8                                                                                 | 74.8                                                                                 | 150.3                                                                                | 159.9                                                                                | 178.4                                                                                | 1406.5                                                                               |
| Días de precipitaciones (≥ 0.1 mm)                                                   | 8.7                                                                                  | 8.7                                                                                  | 8.0                                                                                  | 8.5                                                                                  | 8.2                                                                                  | 6.7                                                                                  | 5.1                                                                                  | 4.8                                                                                  | 7.1                                                                                  | 10.1                                                                                 | 8.9                                                                                  | 9.2                                                                                  | 94.0                                                                                 |
| Horas de sol                                                                         | 275.9                                                                                | 228.8                                                                                | 226.3                                                                                | 198.0                                                                                | 186.0                                                                                | 153.0                                                                                | 189.1                                                                                | 195.3                                                                                | 183.0                                                                                | 213.9                                                                                | 255.0                                                                                | 269.7                                                                                | 2574.0                                                                               |
| Humedad relativa (%)                                                                 | 71.5                                                                                 | 74.2                                                                                 | 76.4                                                                                 | 78.9                                                                                 | 81.2                                                                                 | 81.0                                                                                 | 76.4                                                                                 | 70.3                                                                                 | 69.3                                                                                 | 72.4                                                                                 | 71.1                                                                                 | 71.4                                                                                 | 74.5                                                                                 |
| Fuente: Servicio Meteorológico Nacional                                              |                                                                                      |                                                                                      |                                                                                      |                                                                                      |                                                                                      |                                                                                      |                                                                                      |                                                                                      |                                                                                      |                                                                                      |                                                                                      |                                                                                      |                                                                                      |

## Noroeste
[[File:Larebe 287.jpg|thumb|225px|alt=Vista del Valle de Lerma en la provincia de Salta desde arriba|Valle de Lerma en Salta. Los valles templados en las provincias de Jujuy y Salta tienen un clima suave con veranos húmedos e inviernos secos.

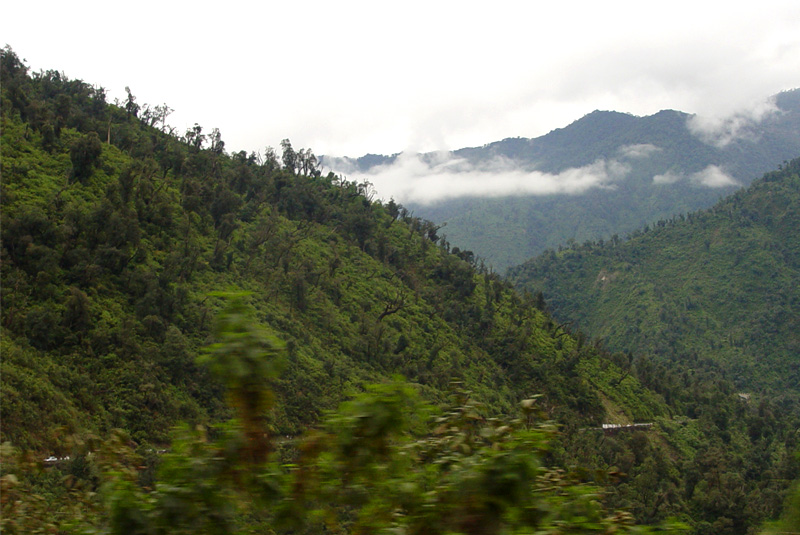
Debido a la precipitación orográfica, las altas precipitaciones crean la densa selva de los Yungas en las laderas orientales de los Andes en el noroeste de Argentina.

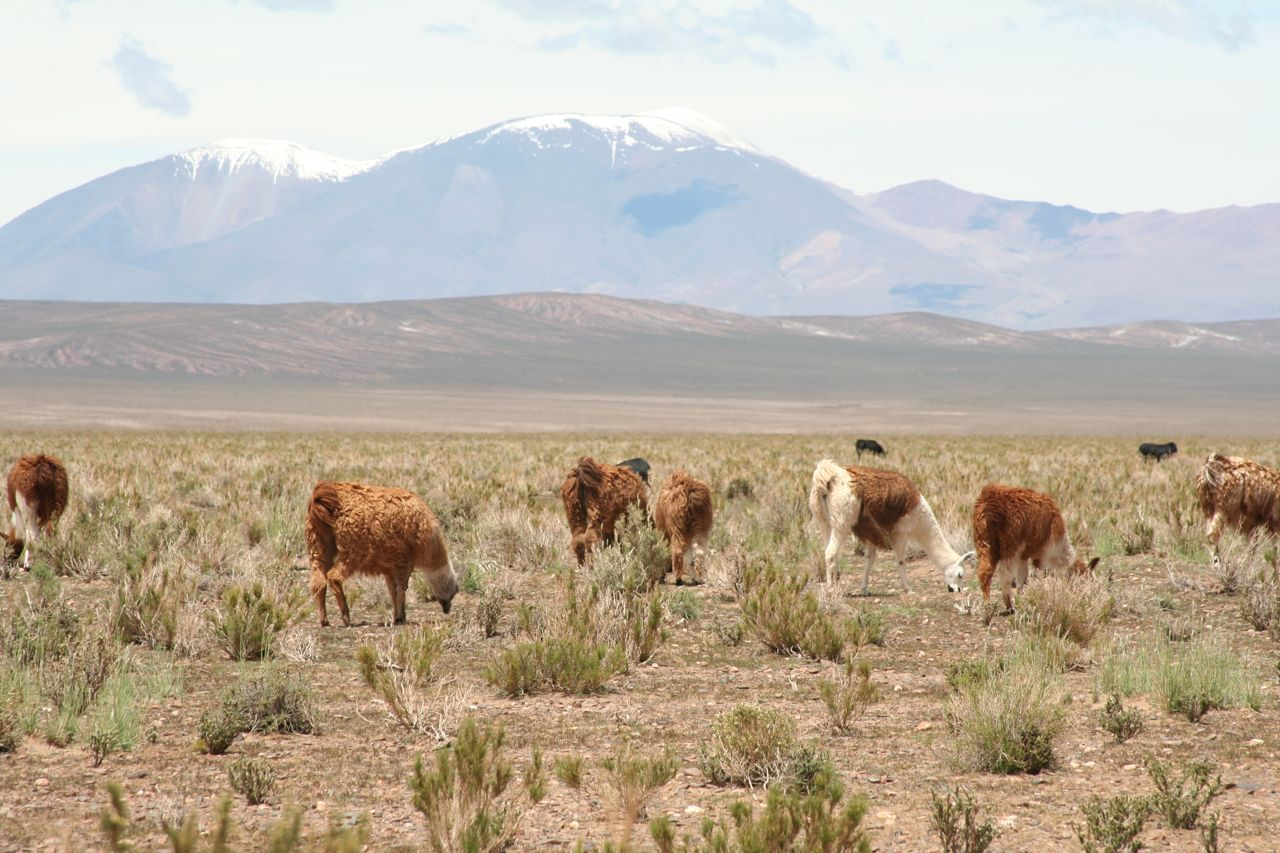
La región del Altiplano/Puna se encuentra en las partes occidentales de la región, caracterizada por un clima árido y frío con grandes rangos diurnos y alta duración de la insolación.

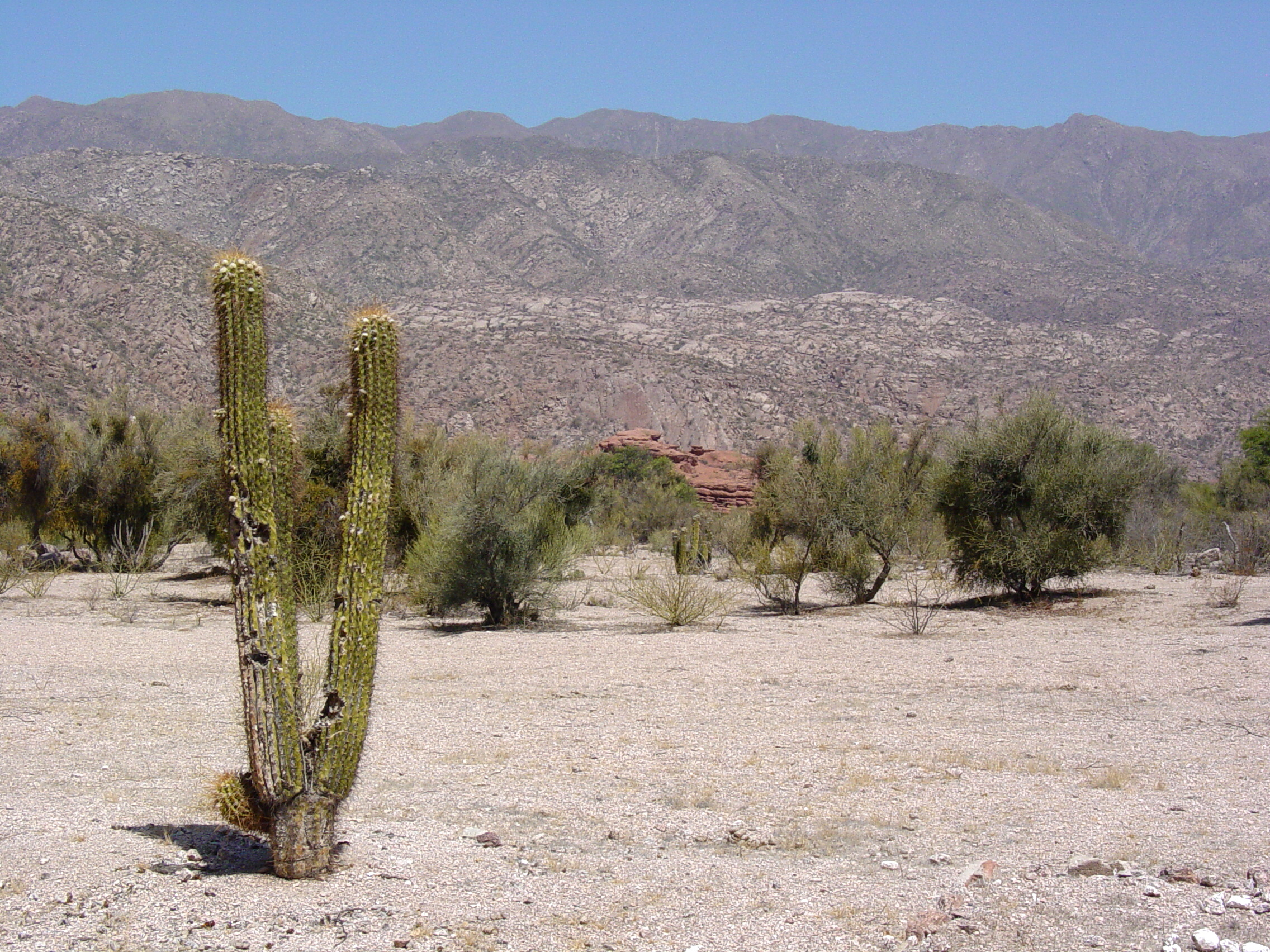
El clima árido y cálido predomina en las altitudes más bajas de los valles andinos en el noroeste de Argentina.

El noroeste de Argentina está compuesto por las provincias de Catamarca, Jujuy, La Rioja y las partes occidentales de las provincias de Salta y Tucumán. Aunque la provincia de Santiago del Estero forma parte del noroeste de Argentina, gran parte de esta provincia se encuentra en la región del Chaco.
El noroeste de Argentina es predominantemente seco, cálido y subtropical. Debido a su topografía accidentada, la región es climáticamente diversa, dependiendo de la altitud, la temperatura y la distribución de las precipitaciones. En consecuencia, la vegetación varía dentro de estos diferentes tipos de clima. En general, el clima se puede dividir en dos tipos principales: un clima árido o semiárido frío en las altitudes más altas y un clima subtropical más cálido en las partes orientales de la región. Según la clasificación climática de Köppen, la región tiene cinco tipos de clima diferentes: semiárido (BS), árido (BW), clima templado sin estación seca y con estación seca (Cf y Cw respectivamente), y un clima alpino en las altitudes más altas.
La circulación atmosférica está controlada por los dos anticiclones semipermanentes del Atlántico Sur y del Pacífico Sur,: 18  y la baja del Chaco. Durante el verano, la interacción entre el anticiclón del Atlántico Sur y la baja del Chaco trae vientos del noreste y del este que transportan humedad a la región, particularmente en las partes del norte. El movimiento de aire húmedo hacia la región durante el verano resulta en precipitaciones muy altas.: 20  La mayoría de las precipitaciones provienen del este, ya que los Andes bloquean la mayor parte de la humedad del océano Pacífico. Las partes del sur de la región están influenciadas por frentes fríos que viajan hacia el norte.: 18  Estos frentes fríos son responsables de producir precipitaciones durante el verano.: 18  Por ejemplo, en la provincia de Tucumán, los frentes fríos son responsables del 70 % de las precipitaciones en esa provincia.: 18  Además, la Zona de Convergencia Intertropical (o calma ecuatorial) llega a la región durante los meses de verano, lo que lleva a un aumento de las precipitaciones.: 18  Durante los meses de invierno, la zona de convergencia intertropical, los anticiclones del Pacífico Sur y del Atlántico Sur se desplazan hacia el norte, mientras que la baja del Chaco se debilita, lo que resulta en la supresión de la lluvia durante el invierno.: 20  Dado que los Andes bloquean la mayoría de las nubes portadoras de lluvia del océano Pacífico, junto con patrones de circulación atmosférica desfavorables para la lluvia, esto resulta en una estación seca durante el invierno.: 20  La baja del Chaco atrae masas de aire del anticiclón del Pacífico Sur, creando un viento seco y frío, particularmente durante el invierno. En las altitudes más altas, los vientos del oeste provenientes del océano Pacífico pueden penetrar durante los meses de invierno, lo que lleva a tormentas de nieve.

### Precipitación
Los Andes son el factor principal que determina el régimen de precipitaciones (distribución estacional de las lluvias). Sin los Andes, el clima del noroeste de Argentina sería árido y se asemejaría al del norte de Chile. Las precipitaciones son altamente estacionales y se concentran principalmente en los meses de verano. Aproximadamente el 90 % de las precipitaciones anuales caen de noviembre a abril, lo que constituye la temporada húmeda, mientras que la temporada seca va de mayo a octubre, cuando las precipitaciones son escasas. Se distribuye de manera irregular debido a la topografía del país, aunque generalmente disminuye de este a oeste.: 29  Hay una gran variación en las precipitaciones tanto estacionalmente como anualmente.
A medida que el aire húmedo llega a las laderas orientales de las montañas, asciende y se enfría adiabáticamente, lo que lleva a la formación de nubes que generan abundantes cantidades de lluvia. Las laderas orientales de las montañas reciben entre 1000 y 1500 mm (39,4 y 59,1 plg) de precipitación al año, aunque algunos lugares reciben hasta 2500 mm (98,4 plg) de precipitación anual debido a la precipitación orográfica. En el sur, el efecto orográfico se ve potenciado por los frentes fríos que avanzan desde el sur, lo que resulta en un aumento de las precipitaciones.: 22  Las altas precipitaciones en estas primeras laderas crean la densa selva de los Yungas que se extiende en una estrecha franja a lo largo de estas cadenas.: 56  Durante el otoño, las selvas están cubiertas por niebla y una cobertura total de nubes.: 56  Más allá de las primeras laderas de los Andes hacia los valles, el aire desciende, calentándose adiabáticamente y volviéndose más seco que en las laderas orientales. La orientación norte-sur de las montañas, que aumentan en altitud hacia el oeste, y una orografía discontinua, crean valles con regiones de precipitación orográfica relativamente alta en el oeste y regiones más secas en el este.: 29 
Los valles templados, que incluyen ciudades importantes como Salta y Jujuy, según INTA, los valles templados incluyen el Valle de Lerma, el Valle de Siancas en la provincia de Salta y el Valle de Pericos y los valles templados de Jujuy, que incluyen las dos capitales provinciales}} tienen una precipitación promedio que oscila entre 500 y 1000 mm (19,7 y 39,4 plg). Estos valles se encuentran en una zona de transición entre el clima subhúmedo en el oeste, donde se encuentran las primeras laderas de los Andes, y los climas semiáridos al este en la región del Chaco. Por ejemplo, en el Valle de Lerma, que está rodeado de montañas altas (solo la parte noreste del valle está rodeada de montañas más bajas), las precipitaciones varían desde 695 mm (27 plg) en Salta hasta 1395 mm (55 plg) en San Lorenzo, a solo 11 km (6,8 mi) de distancia.: 29  Las precipitaciones en los valles templados se concentran principalmente en los meses de verano, a menudo cayendo en ráfagas cortas pero intensas.
Los valles en las partes del sur de la región son más secos que los valles en el norte debido a la mayor altura de los Andes y las Sierras Pampeanas en las laderas orientales en comparación con las montañas del norte (que varían de 3000 a 6900 m (9842,5 a 22 637,8 pies)), presentando una barrera orográfica significativa que bloquea los vientos húmedos del Atlántico y del Pacífico.: 22–23 : 28  Estos valles reciben menos de 200 mm (8 plg) de precipitación por año y se caracterizan por una vegetación escasa adaptada al clima árido.
La zona más al oeste es la región de la Puna, una meseta con una altitud promedio de 3900 m (4265,1 yd) que es mayormente un desierto debido a que los vientos del este son bloqueados por los Andes y la extensión noroeste de las Sierras Pampeanas.: 33  Las precipitaciones en la región de la Puna promedian menos de 200 mm (8 plg) al año, mientras que la evapotranspiración potencial oscila entre 500 a 600 mm (19,7 a 23,6 plg) al año, debido a la alta insolación, vientos fuertes y baja humedad que exacerban las condiciones secas. Esto resulta en que la región de la Puna tenga un déficit de agua en todos los meses.: 17  Las partes del sureste de la región de la Puna son muy áridas, recibiendo un promedio de 50 mm (2 plg), mientras que en el área noreste, las precipitaciones anuales promedio oscilan entre 300 a 400 mm (11,8 a 15,7 plg).: 34  Aunque los vientos del este son raros en la región de la Puna, traen entre el 88 % y el 96 % de las precipitaciones de la zona. Las nevadas son raras, con un promedio de menos de cinco días de nieve al año. Debido a la aridez de estas montañas a gran altitud, la línea de nieve puede extenderse hasta 6000 m (6561,7 yd) sobre el nivel del mar. El fenómeno de El Niño-Oscilación del Sur influye en los niveles de precipitación en el noroeste de Argentina. Durante un año de El Niño, el flujo del oeste se fortalece, mientras que el contenido de humedad del este se reduce, lo que resulta en una temporada de lluvias más seca. En contraste, durante un año de La Niña, hay un transporte de humedad del este mejorado, lo que resulta en una temporada de lluvias más intensa. Sin embargo, esta tendencia es altamente variable tanto espacial como temporalmente.

### Temperaturas
Las temperaturas en el noroeste de Argentina varían según la altitud. Los valles templados tienen un clima templado, con veranos suaves e inviernos secos y frescos con heladas regulares.: 53  La rango diurno en las ciudades es bastante amplio, particularmente en el invierno. En la selva de los Yungas al este, el clima es cálido y húmedo con temperaturas que varían significativamente según la latitud y la altitud.: 56  Las temperaturas medias anuales en los Yungas oscilan entre 14 y 26 grados Celsius (57,2 y 78,8 °F).: 56 
Las temperaturas medias anuales en el valle de la Quebrada de Humahuaca oscilan entre 12 a 14,1 grados Celsius (53,6 a 57,4 °F), dependiendo de la altitud.: 10  En los Valles Calchaquíes en la provincia de Salta, el clima es templado y árido con grandes amplitudes térmicas, veranos largos y un período prolongado sin heladas que varía según la altitud.: 10  En ambos, la Quebrada de Humahuaca y los Valles Calchaquíes, los inviernos son fríos con heladas que pueden ocurrir entre marzo y septiembre.
En los valles del sur en las provincias de La Rioja y Catamarca, junto con las partes del suroeste de la provincia de Santiago del Estero, las temperaturas durante el verano son muy altas, promediando 26 grados Celsius (78,8 °F) en enero, mientras que los inviernos son suaves, promediando 12 grados Celsius (53,6 °F). Las temperaturas medias anuales en esta región oscilan entre 16 y 20 grados Celsius (60,8 y 68,0 °F). Las temperaturas pueden superar los 40 grados Celsius (104 °F) durante el verano, particularmente en el valle central de Catamarca (Valle Central de Catamarca) y el valle de La Rioja Capital, que se encuentran a altitudes más bajas.: 28  Durante el invierno, los frentes fríos del sur que traen aire frío antártico pueden causar que las temperaturas caigan entre −8 y −14 grados Celsius (17,6 y 6,8 °F) con heladas severas. En contraste, el viento Zonda, que ocurre con mayor frecuencia durante los meses de invierno, puede elevar las temperaturas hasta 35 grados Celsius (95,0 °F) con ráfagas fuertes, a veces causando daños a los cultivos.: 33–34 
Las temperaturas son mucho más frías en la región de la Puna, con una temperatura media anual de menos de 10 grados Celsius (50,0 °F) debido a su gran altitud. La región de la Puna se caracteriza por ser fría pero soleada durante todo el año, con heladas que pueden ocurrir en cualquier mes. La amplitud térmica es grande, pudiendo superar los 40 °C (72 °F) debido a la baja humedad y la intensa luz solar durante todo el año.: 17  Las temperaturas máximas absolutas en la región de la Puna pueden alcanzar hasta 30 grados Celsius (86,0 °F), mientras que las temperaturas mínimas absolutas pueden caer por debajo de −20 grados Celsius (−4,0 °F).: 16 

## Cuyo

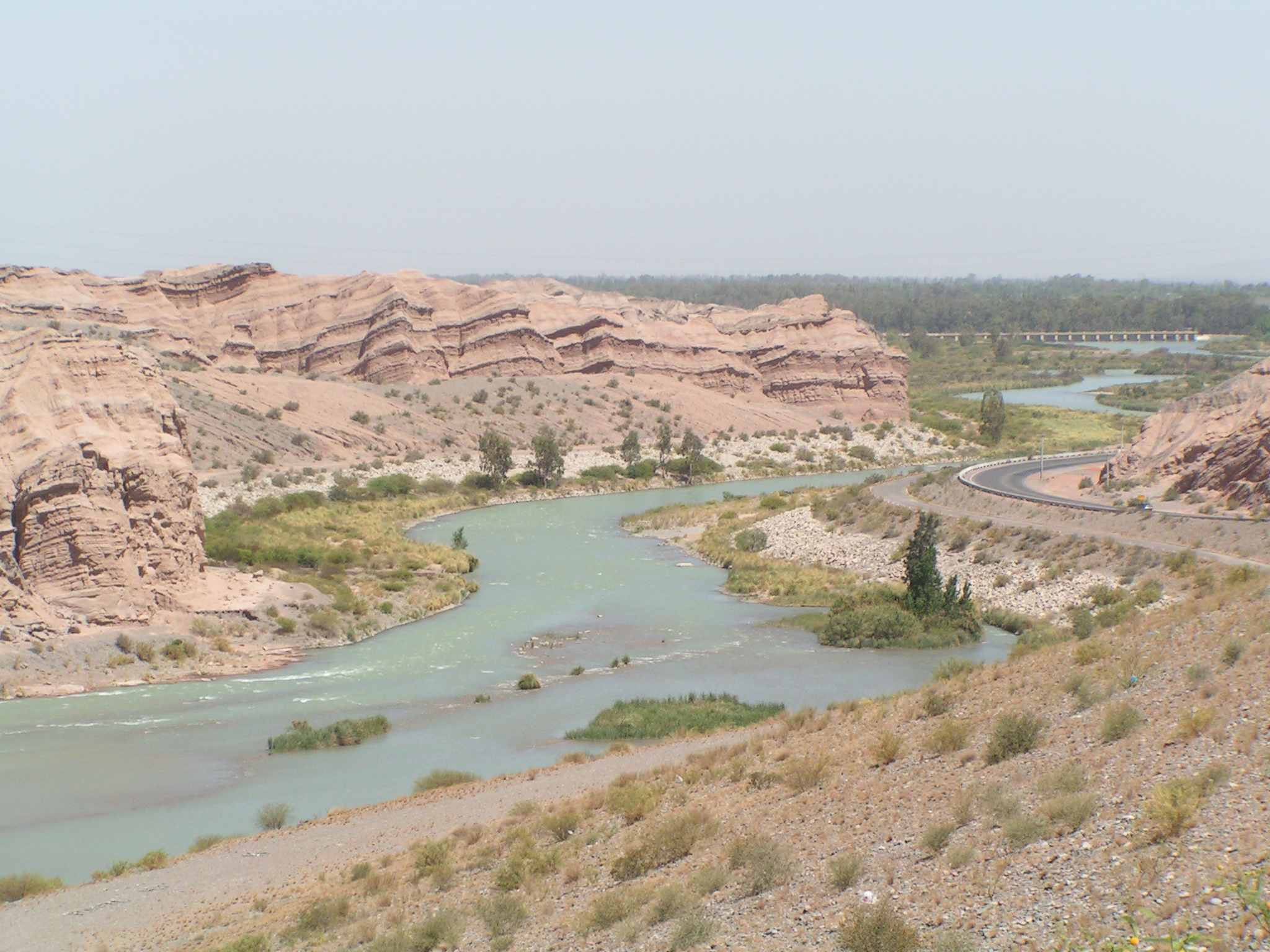
Gran parte de la región de Cuyo es árida, dependiendo de los ríos para el riego.

La región de Cuyo incluye las provincias de Mendoza, San Juan y San Luis. Las partes occidentales de la provincia de La Pampa (como se muestra en el mapa) también pertenecen a esta región, ya que comparten características climáticas y de suelo similares.
Posee un clima árido o semiárido. La amplia gama de latitudes, combinada con altitudes que van desde los 500 m (1640,4 pies) hasta casi los 7000 m (22 965,9 pies), implica una variedad de tipos climáticos. En general, la mayor parte de la región tiene un clima templado, con valles de mayor altitud que presentan un clima más suave. En las altitudes más altas (por encima de los 4000 m (13 123,4 pies)), las condiciones de hielo persisten durante todo el año. Con muy baja humedad, abundante sol durante todo el año y un clima templado, la región es adecuada para la producción de vino.
Los Andes impiden que las nubes portadoras de lluvia provenientes del océano Pacífico lleguen, mientras que su latitud la sitúa en una banda de alta presión subtropical que mantiene la región seca. Las sequías son frecuentes y prolongadas. La región de Cuyo está influenciada por la alta presión subtropical semipermanente del Atlántico Sur al este, la alta presión semipermanente del Pacífico Sur al oeste de los Andes y el desarrollo de la baja del Chaco y los vientos del oeste en las partes meridionales de la región.Compagnucci, Rosa; Eduardo, Agosta; Vargas, W. (2002). «Climatic change and quasi-oscillations in central-west Argentina summer precipitation: main features and coherent behaviour with southern African region» [Cambio climático y cuasi-oscilaciones en las precipitaciones de verano en el centro-oeste de Argentina: características principales y comportamiento coherente con la región del sur de África]. Climate Dynamics 18 (5): 421-435. Bibcode:2002ClDy...18..421C. S2CID 128568839. doi:10.1007/s003820100183. Archivado desde el original el 23 de junio de 2015. Consultado el 14 de julio de 2025.</ref> La mayor parte de las precipitaciones caen durante el verano debido a la interacción más fuerte entre la baja del Chaco y la alta del Atlántico Sur.

### Precipitaciones
La precipitación anual promedio oscila entre 100 y 500 mm (4 y 20 plg), aunque varía de un año a otro. Más del 85 % de la lluvia anual ocurre de octubre a marzo, que constituye la temporada cálida. Las áreas orientales y sudorientales de la región reciben más precipitaciones que las occidentales, ya que reciben más lluvia en verano. Por ello, la mayoría de las provincias de Mendoza y San Juan reciben la menor precipitación anual, con un promedio de precipitación estival inferior a 100 mm (4 plg) y, en casos raros, sin lluvia en verano. Más hacia el este, en la provincia de San Luis, el promedio de precipitación estival es de alrededor de 500 mm (20 plg) y puede superar los 700 mm (28 plg) en algunas áreas.  En lugares de mayor altitud, las precipitaciones se presentan en forma de nieve durante los meses de invierno. En la región de Cuyo, la precipitación anual es muy variable de un año a otro y parece seguir un ciclo entre años secos y húmedos en períodos de aproximadamente 2, 4–5, 6–8 y 16–22 años. En los años húmedos, los vientos del este causados por la alta presión subtropical del Atlántico Sur son más fuertes, lo que provoca un mayor flujo de humedad hacia esta región; durante los años secos, estos vientos son más débiles. 

### Temperaturas
Las temperaturas anuales promedio oscilan entre 13 a 15,5 grados Celsius (55,4 a 59,9 °F). Los veranos en la región son cálidos y generalmente muy soleados, con un promedio de hasta 10 horas de sol al día. La temperatura promedio en enero es de 75 grados Fahrenheit (23,9 °C) en la mayor parte de la región. En contraste, los inviernos son secos y fríos, con un promedio de entre 7 y 8 horas de sol al día. Las temperaturas de julio oscilan entre 45 a 47 grados Fahrenheit (7,2 a 8,3 °C).Dado que esta región tiene un amplio rango de altitudes que van desde los 500 m (1640,4 pies) hasta casi los 7 m (23,0 pies), las temperaturas pueden variar ampliamente con la altitud. Las Sierras Pampeanas, que cruzan las provincias de San Juan y San Luis, tienen un clima más suave con temperaturas anuales promedio que oscilan entre 12 a 18 grados Celsius (53,6 a 64,4 °F). En todos los lugares, a altitudes superiores a los 3800 m (12 467,2 pies), el permafrost está presente, mientras que las condiciones de hielo persisten durante todo el año a altitudes superiores a los 4000 m (13 123,4 pies). La región se caracteriza por una gran amplitud térmica diaria con temperaturas muy cálidas durante el día seguidas de noches frías.
El viento Zonda, un viento föhn caracterizado por aire cálido y seco, puede hacer que las temperaturas superen los 30 grados Celsius (86 °F). En algunos casos, como en 2003, pueden superar los 45 grados Celsius (113 °F). Este viento a menudo ocurre antes del paso de un frente frío a través de Argentina y tiende a presentarse cuando un sistema de baja presión trae lluvias intensas al lado chileno, y cuando una vaguada en niveles altos permite que los vientos pasen sobre los Andes para descender. Por ello, la temperatura puede aumentar hasta 20 °C (36 °F) en pocas horas, con una humedad que se acerca al 0 % durante un evento de viento Zonda. En contraste, las olas de frío también son comunes, debido a que los Andes canalizan el aire frío desde el sur, permitiendo que los frentes fríos lleguen con frecuencia durante los meses de invierno, causando temperaturas frescas a frías que pueden descender por debajo del punto de congelación. Las temperaturas pueden descender por debajo de −10 a −30 grados Celsius (14 a −22 °F) en las altitudes más altas.

### Estadísticas para ubicaciones seleccionadas
| Parámetros climáticos promedio de San Juan Airport (1991–2020) | Parámetros climáticos promedio de San Juan Airport (1991–2020) | Parámetros climáticos promedio de San Juan Airport (1991–2020) | Parámetros climáticos promedio de San Juan Airport (1991–2020) | Parámetros climáticos promedio de San Juan Airport (1991–2020) | Parámetros climáticos promedio de San Juan Airport (1991–2020) | Parámetros climáticos promedio de San Juan Airport (1991–2020) | Parámetros climáticos promedio de San Juan Airport (1991–2020) | Parámetros climáticos promedio de San Juan Airport (1991–2020) | Parámetros climáticos promedio de San Juan Airport (1991–2020) | Parámetros climáticos promedio de San Juan Airport (1991–2020) | Parámetros climáticos promedio de San Juan Airport (1991–2020) | Parámetros climáticos promedio de San Juan Airport (1991–2020) | Parámetros climáticos promedio de San Juan Airport (1991–2020) |
| Mes                                                            | Ene.                                                           | Feb.                                                           | Mar.                                                           | Abr.                                                           | May.                                                           | Jun.                                                           | Jul.                                                           | Ago.                                                           | Sep.                                                           | Oct.                                                           | Nov.                                                           | Dic.                                                           | Anual                                                          |
| -------------------------------------------------------------- | -------------------------------------------------------------- | -------------------------------------------------------------- | -------------------------------------------------------------- | -------------------------------------------------------------- | -------------------------------------------------------------- | -------------------------------------------------------------- | -------------------------------------------------------------- | -------------------------------------------------------------- | -------------------------------------------------------------- | -------------------------------------------------------------- | -------------------------------------------------------------- | -------------------------------------------------------------- | -------------------------------------------------------------- |
| Temp. máx. media (°C)                                          | 35.1                                                           | 33.3                                                           | 30.5                                                           | 25.3                                                           | 20.5                                                           | 17.3                                                           | 16.7                                                           | 20.3                                                           | 23.8                                                           | 27.9                                                           | 31.6                                                           | 34.4                                                           | 26.4                                                           |
| Temp. mín. media (°C)                                          | 19.8                                                           | 18.4                                                           | 16.1                                                           | 10.9                                                           | 6.0                                                            | 1.5                                                            | 0.3                                                            | 2.7                                                            | 6.6                                                            | 11.3                                                           | 15.0                                                           | 18.0                                                           | 10.5                                                           |
| Precipitación total (mm)                                       | 17.4                                                           | 22.5                                                           | 10.8                                                           | 4.6                                                            | 3.4                                                            | 1.8                                                            | 1.3                                                            | 2.6                                                            | 3.7                                                            | 2.9                                                            | 7.2                                                            | 12.4                                                           | 90.6                                                           |
| Días de precipitaciones (≥ 0.1 mm)                             | 3.5                                                            | 2.6                                                            | 2.2                                                            | 1.3                                                            | 1.1                                                            | 0.4                                                            | 0.6                                                            | 0.5                                                            | 1.0                                                            | 1.0                                                            | 1.4                                                            | 2.0                                                            | 17.6                                                           |
| Horas de sol                                                   | 313.1                                                          | 274.0                                                          | 272.8                                                          | 234.0                                                          | 213.9                                                          | 201.0                                                          | 226.3                                                          | 248.0                                                          | 252.0                                                          | 291.4                                                          | 315.0                                                          | 319.3                                                          | 3160.8                                                         |
| Humedad relativa (%)                                           | 43.0                                                           | 46.9                                                           | 52.6                                                           | 57.3                                                           | 62.2                                                           | 60.2                                                           | 55.1                                                           | 45.5                                                           | 40.8                                                           | 38.8                                                           | 38.2                                                           | 38.1                                                           | 48.2                                                           |
| Fuente: Servicio Meteorológico Nacional                        |                                                                |                                                                |                                                                |                                                                |                                                                |                                                                |                                                                |                                                                |                                                                |                                                                |                                                                |                                                                |                                                                |

| Parámetros climáticos promedio de Mendoza Airport (1991–2020) | Parámetros climáticos promedio de Mendoza Airport (1991–2020) | Parámetros climáticos promedio de Mendoza Airport (1991–2020) | Parámetros climáticos promedio de Mendoza Airport (1991–2020) | Parámetros climáticos promedio de Mendoza Airport (1991–2020) | Parámetros climáticos promedio de Mendoza Airport (1991–2020) | Parámetros climáticos promedio de Mendoza Airport (1991–2020) | Parámetros climáticos promedio de Mendoza Airport (1991–2020) | Parámetros climáticos promedio de Mendoza Airport (1991–2020) | Parámetros climáticos promedio de Mendoza Airport (1991–2020) | Parámetros climáticos promedio de Mendoza Airport (1991–2020) | Parámetros climáticos promedio de Mendoza Airport (1991–2020) | Parámetros climáticos promedio de Mendoza Airport (1991–2020) | Parámetros climáticos promedio de Mendoza Airport (1991–2020) |
| Mes                                                           | Ene.                                                          | Feb.                                                          | Mar.                                                          | Abr.                                                          | May.                                                          | Jun.                                                          | Jul.                                                          | Ago.                                                          | Sep.                                                          | Oct.                                                          | Nov.                                                          | Dic.                                                          | Anual                                                         |
| ------------------------------------------------------------- | ------------------------------------------------------------- | ------------------------------------------------------------- | ------------------------------------------------------------- | ------------------------------------------------------------- | ------------------------------------------------------------- | ------------------------------------------------------------- | ------------------------------------------------------------- | ------------------------------------------------------------- | ------------------------------------------------------------- | ------------------------------------------------------------- | ------------------------------------------------------------- | ------------------------------------------------------------- | ------------------------------------------------------------- |
| Temp. máx. media (°C)                                         | 32.8                                                          | 31.0                                                          | 28.1                                                          | 23.3                                                          | 18.7                                                          | 15.9                                                          | 15.3                                                          | 18.6                                                          | 21.8                                                          | 25.7                                                          | 29.2                                                          | 32.0                                                          | 24.4                                                          |
| Temp. mín. media (°C)                                         | 19.3                                                          | 17.8                                                          | 15.7                                                          | 10.8                                                          | 6.8                                                           | 2.9                                                           | 2.0                                                           | 4.3                                                           | 7.8                                                           | 11.9                                                          | 15.4                                                          | 18.1                                                          | 11.1                                                          |
| Precipitación total (mm)                                      | 47.2                                                          | 40.8                                                          | 31.6                                                          | 18.5                                                          | 11.0                                                          | 5.7                                                           | 5.0                                                           | 7.9                                                           | 12.3                                                          | 11.2                                                          | 22.1                                                          | 24.7                                                          | 238.0                                                         |
| Días de precipitaciones (≥ 0.1 mm)                            | 5.9                                                           | 5.6                                                           | 4.8                                                           | 3.6                                                           | 1.8                                                           | 2.1                                                           | 2.3                                                           | 2.0                                                           | 3.0                                                           | 3.0                                                           | 4.3                                                           | 4.3                                                           | 44.4                                                          |
| Horas de sol                                                  | 316.2                                                         | 257.1                                                         | 241.8                                                         | 210.0                                                         | 189.1                                                         | 183.0                                                         | 204.6                                                         | 232.5                                                         | 228.0                                                         | 275.9                                                         | 309.0                                                         | 328.6                                                         | 2975.8                                                        |
| Humedad relativa (%)                                          | 48.4                                                          | 53.8                                                          | 59.7                                                          | 64.6                                                          | 69.1                                                          | 66.9                                                          | 62.1                                                          | 53.2                                                          | 48.3                                                          | 45.3                                                          | 43.5                                                          | 43.8                                                          | 54.9                                                          |
| Fuente: Servicio Meteorológico Nacional                       |                                                               |                                                               |                                                               |                                                               |                                                               |                                                               |                                                               |                                                               |                                                               |                                                               |                                                               |                                                               |                                                               |

| Parámetros climáticos promedio de San Luis, Argentina (in the east) 1991–2020 | Parámetros climáticos promedio de San Luis, Argentina (in the east) 1991–2020 | Parámetros climáticos promedio de San Luis, Argentina (in the east) 1991–2020 | Parámetros climáticos promedio de San Luis, Argentina (in the east) 1991–2020 | Parámetros climáticos promedio de San Luis, Argentina (in the east) 1991–2020 | Parámetros climáticos promedio de San Luis, Argentina (in the east) 1991–2020 | Parámetros climáticos promedio de San Luis, Argentina (in the east) 1991–2020 | Parámetros climáticos promedio de San Luis, Argentina (in the east) 1991–2020 | Parámetros climáticos promedio de San Luis, Argentina (in the east) 1991–2020 | Parámetros climáticos promedio de San Luis, Argentina (in the east) 1991–2020 | Parámetros climáticos promedio de San Luis, Argentina (in the east) 1991–2020 | Parámetros climáticos promedio de San Luis, Argentina (in the east) 1991–2020 | Parámetros climáticos promedio de San Luis, Argentina (in the east) 1991–2020 | Parámetros climáticos promedio de San Luis, Argentina (in the east) 1991–2020 |
| Mes                                                                           | Ene.                                                                          | Feb.                                                                          | Mar.                                                                          | Abr.                                                                          | May.                                                                          | Jun.                                                                          | Jul.                                                                          | Ago.                                                                          | Sep.                                                                          | Oct.                                                                          | Nov.                                                                          | Dic.                                                                          | Anual                                                                         |
| ----------------------------------------------------------------------------- | ----------------------------------------------------------------------------- | ----------------------------------------------------------------------------- | ----------------------------------------------------------------------------- | ----------------------------------------------------------------------------- | ----------------------------------------------------------------------------- | ----------------------------------------------------------------------------- | ----------------------------------------------------------------------------- | ----------------------------------------------------------------------------- | ----------------------------------------------------------------------------- | ----------------------------------------------------------------------------- | ----------------------------------------------------------------------------- | ----------------------------------------------------------------------------- | ----------------------------------------------------------------------------- |
| Temp. máx. media (°C)                                                         | 31.6                                                                          | 30.0                                                                          | 27.6                                                                          | 23.3                                                                          | 19.6                                                                          | 17.1                                                                          | 16.7                                                                          | 19.5                                                                          | 22.4                                                                          | 25.6                                                                          | 28.5                                                                          | 30.8                                                                          | 24.4                                                                          |
| Temp. mín. media (°C)                                                         | 18.3                                                                          | 17.2                                                                          | 15.5                                                                          | 11.8                                                                          | 8.3                                                                           | 5.0                                                                           | 4.0                                                                           | 6.2                                                                           | 9.1                                                                           | 12.5                                                                          | 15.1                                                                          | 17.3                                                                          | 11.7                                                                          |
| Precipitación total (mm)                                                      | 115.3                                                                         | 112.5                                                                         | 92.1                                                                          | 44.8                                                                          | 18.6                                                                          | 5.4                                                                           | 5.4                                                                           | 8.6                                                                           | 22.0                                                                          | 50.1                                                                          | 87.4                                                                          | 104.9                                                                         | 667.1                                                                         |
| Días de precipitaciones (≥ 0.1 mm)                                            | 9.7                                                                           | 8.5                                                                           | 7.9                                                                           | 5.6                                                                           | 3.6                                                                           | 1.9                                                                           | 2.2                                                                           | 2.0                                                                           | 3.9                                                                           | 6.1                                                                           | 8.1                                                                           | 9.6                                                                           | 69.2                                                                          |
| Horas de sol                                                                  | 331.7                                                                         | 276.9                                                                         | 257.3                                                                         | 216.0                                                                         | 195.3                                                                         | 207.0                                                                         | 213.9                                                                         | 232.5                                                                         | 243.0                                                                         | 279.0                                                                         | 312.0                                                                         | 341.0                                                                         | 3105.6                                                                        |
| Humedad relativa (%)                                                          | 52.9                                                                          | 58.1                                                                          | 62.7                                                                          | 64.9                                                                          | 66.2                                                                          | 62.0                                                                          | 56.1                                                                          | 47.6                                                                          | 45.5                                                                          | 47.8                                                                          | 48.5                                                                          | 49.7                                                                          | 55.2                                                                          |
| Fuente: Servicio Meteorológico Nacional                                       |                                                                               |                                                                               |                                                                               |                                                                               |                                                                               |                                                                               |                                                                               |                                                                               |                                                                               |                                                                               |                                                                               |                                                                               |                                                                               |

| Parámetros climáticos promedio de Cristo Redentor (1941–1960) | Parámetros climáticos promedio de Cristo Redentor (1941–1960) | Parámetros climáticos promedio de Cristo Redentor (1941–1960) | Parámetros climáticos promedio de Cristo Redentor (1941–1960) | Parámetros climáticos promedio de Cristo Redentor (1941–1960) | Parámetros climáticos promedio de Cristo Redentor (1941–1960) | Parámetros climáticos promedio de Cristo Redentor (1941–1960) | Parámetros climáticos promedio de Cristo Redentor (1941–1960) | Parámetros climáticos promedio de Cristo Redentor (1941–1960) | Parámetros climáticos promedio de Cristo Redentor (1941–1960) | Parámetros climáticos promedio de Cristo Redentor (1941–1960) | Parámetros climáticos promedio de Cristo Redentor (1941–1960) | Parámetros climáticos promedio de Cristo Redentor (1941–1960) | Parámetros climáticos promedio de Cristo Redentor (1941–1960) |
| Mes                                                           | Ene.                                                          | Feb.                                                          | Mar.                                                          | Abr.                                                          | May.                                                          | Jun.                                                          | Jul.                                                          | Ago.                                                          | Sep.                                                          | Oct.                                                          | Nov.                                                          | Dic.                                                          | Anual                                                         |
| ------------------------------------------------------------- | ------------------------------------------------------------- | ------------------------------------------------------------- | ------------------------------------------------------------- | ------------------------------------------------------------- | ------------------------------------------------------------- | ------------------------------------------------------------- | ------------------------------------------------------------- | ------------------------------------------------------------- | ------------------------------------------------------------- | ------------------------------------------------------------- | ------------------------------------------------------------- | ------------------------------------------------------------- | ------------------------------------------------------------- |
| Temp. máx. media (°C)                                         | 10.0                                                          | 9.8                                                           | 7.2                                                           | 3.4                                                           | -0.5                                                          | -3.1                                                          | -3.5                                                          | -2.9                                                          | -1.0                                                          | 0.7                                                           | 4.5                                                           | 8.3                                                           | 2.7                                                           |
| Temp. mín. media (°C)                                         | -0.3                                                          | -0.5                                                          | -2.1                                                          | -4.1                                                          | -7.0                                                          | -9.8                                                          | -11.0                                                         | -10.4                                                         | -8.9                                                          | -6.9                                                          | -3.9                                                          | -1.9                                                          | -5.5                                                          |
| Humedad relativa (%)                                          | 57.0                                                          | 54.5                                                          | 54.0                                                          | 56.5                                                          | 57.5                                                          | 59.0                                                          | 55.5                                                          | 57.0                                                          | 58.0                                                          | 64.5                                                          | 59.0                                                          | 56.0                                                          | 57.4                                                          |
| Fuente: Secretaria de Mineria                                 |                                                               |                                                               |                                                               |                                                               |                                                               |                                                               |                                                               |                                                               |                                                               |                                                               |                                                               |                                                               |                                                               |

## Pampas

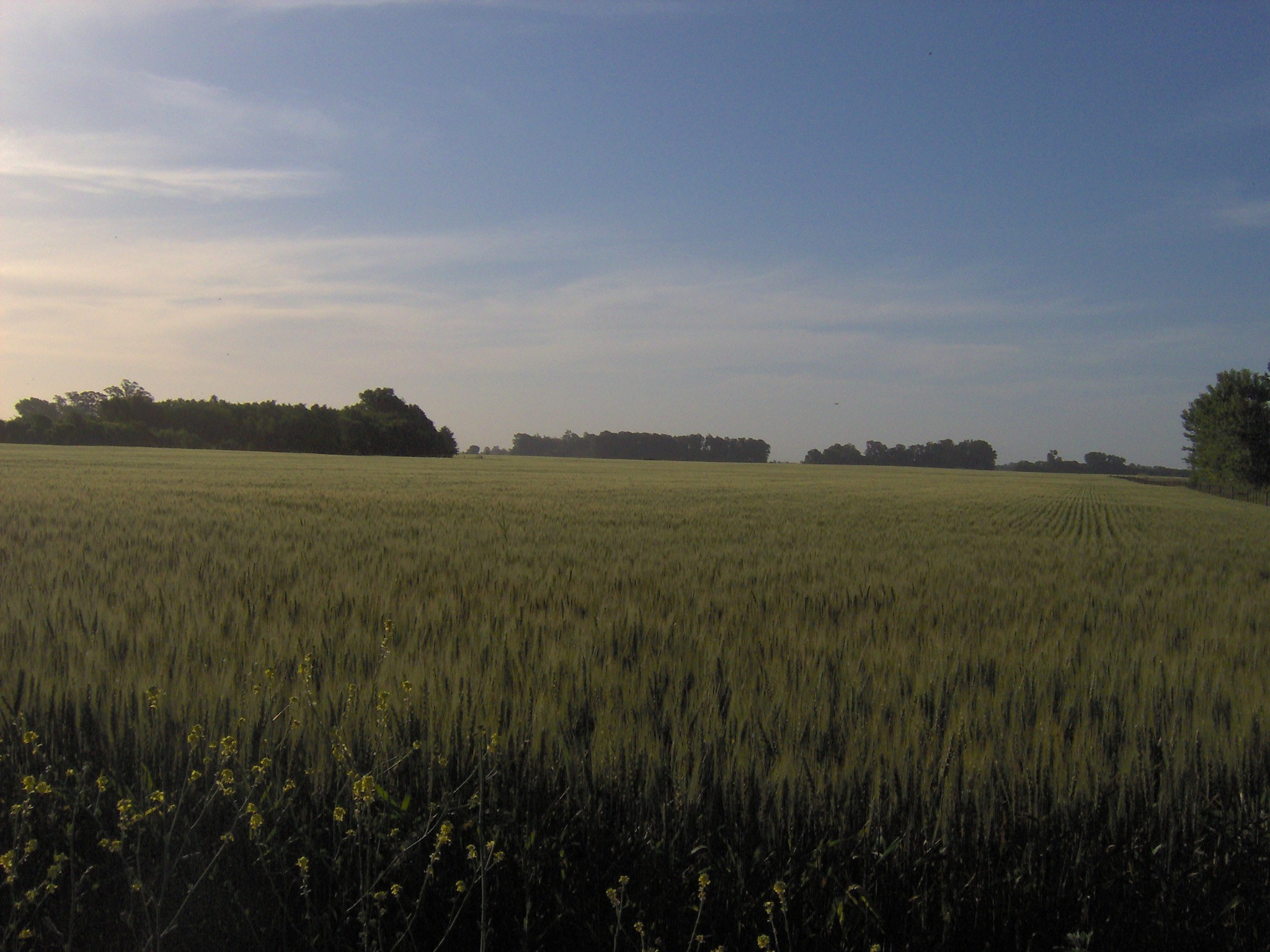
Paisaje de las Pampas

Las Pampas incluyen toda la provincia de Buenos Aires, el este y sur de la provincia de Córdoba, el este de la provincia de La Pampa y el sur de la provincia de Santa Fe. Se subdivide en dos partes: las Pampas húmedas al este y las Pampas secas/semiáridas al oeste.
El terreno de esta región es apto para actividades agrícolas y ganaderas. Es mayormente un área plana, interrumpida solo por las sierras de Tandilia y Ventana en su porción meridional. El clima de las Pampas es templado y húmedo sin estación seca, con veranos cálidos e inviernos suaves («Cfa/Cfb» según la clasificación climática de Köppen). El clima en las Pampas es variable debido a las masas de aire contrastantes y las tormentas frontales que afectan la región. El aire polar marítimo del sur produce los vientos frescos "pampero", mientras que el aire tropical cálido y húmedo del norte produce los suaves «nortes», un viento generalmente del noreste formado por los vientos alisios y la alta presión del Atlántico Sur, que trae un clima nublado, cálido y húmedo, y es responsable de las olas de calor. Las Pampas están influenciadas por la oscilación del Niño que es responsable de las variaciones en las precipitaciones anuales. Un año de El Niño a menudo lleva a mayores precipitaciones, mientras que un año de La Niña lleva a menores precipitaciones. Las Pampas son moderadamente soleadas, con un promedio de 4 a 5 horas de sol al día durante los meses de invierno y de 8 a 9 horas en verano.

### Precipitaciones
Las precipitaciones disminuyen de este a oeste, y oscilan entre 1200 mm (47,2 plg) en el noreste hasta menos de 500 mm (19,7 plg) en el sur y oeste. La mayoría de las regiones reciben entre 700 a 800 mm (27,6 a 31,5 plg) de precipitación al año. La precipitación está bastante distribuida a lo largo del año en las partes más orientales, mientras que en las partes occidentales la mayor parte de la precipitación se concentra durante los meses de verano y los inviernos son más secos. En muchos lugares, la precipitación, que ocurre principalmente en forma de tormentas convectivas, es alta durante el verano. Estas tormentas se forman cuando el aire frío del sur, causado por el viento «pampero», se encuentra con masas de aire tropical húmedo del norte, y son algunas de las tormentas más intensas del mundo, con los relámpagos más frecuentes y las cimas de nubes convectivas más altas. Estas tormentas severas producen grandes cantidades de precipitación  y tormentas de granizo, y pueden causar tanto inundaciones como inundaciones repentinas. Además, las Pampas es la región con mayor actividad de tornados fuera del centro y sureste de los Estados Unidos. El otoño y la primavera traen períodos de clima muy lluvioso seguidos de períodos secos y suaves. Los lugares en el este reciben lluvias durante todo el otoño, mientras que en el oeste rápidamente se vuelve muy seco. Los inviernos son más secos en la mayoría de los lugares debido a vientos del este más débiles y vientos del sur más fuertes, que impiden la llegada de aire húmedo. En invierno, la mayor parte de la precipitación proviene de sistemas frontales asociados con la ciclogénesis y los fuertes vientos del sudeste («sudestada»), que traen largos períodos de precipitación y nubosidad, particularmente en las partes meridional y oriental.  Por ello, la precipitación está más uniformemente distribuida en las partes orientales que en las occidentales, que están más alejadas de estos sistemas frontales. Los inviernos en las Pampas se caracterizan por un clima apagado, gris y húmedo. Las nevadas son extremadamente raras; cuando nieva, generalmente dura solo uno o dos días.

### Temperaturas
Las temperaturas anuales oscilan entre 17 grados Celsius (63 °F) en las partes septentrionales hasta 14 grados Celsius (57 °F) en el sur. La provincia de Córdoba tiene temperaturas más altas que el resto de la región, mientras que las pocas áreas de mayor altitud tienen un clima más frío. Los veranos en las Pampas son cálidos y húmedos; las áreas costeras están moderadas por la fría corriente de las Malvinas. Las olas de calor pueden traer temperaturas en el rango de 36 a 40 grados Celsius (97 a 104 °F) durante algunos días. Estas suelen estar seguidas de uno o dos días de fuertes vientos «pampero» del sur, que traen aire fresco y seco. El otoño llega en marzo y trae períodos de temperaturas diurnas suaves y noches frescas. Generalmente, las heladas llegan a principios de abril en las áreas más meridionales y a finales de mayo en el norte, y terminan a mediados de septiembre, aunque las fechas de la primera y última helada pueden variar de un año a otro. Las heladas rara vez son intensas ni prolongadas, y no ocurren en algunos años. Los inviernos son suaves con heladas frecuentes y períodos fríos. Las temperaturas suelen ser suaves durante el día y frías durante la noche. Ocasionalmente, las masas de aire tropical del norte pueden moverse hacia el sur, proporcionando alivio de las temperaturas frescas y húmedas. Por otro lado, los vientos «sudestada» y «pampero» traen períodos de temperaturas frescas a frías.

### Estadísticas para ubicaciones seleccionadas
| Parámetros climáticos promedio de Pilar, Córdoba Province (Pampean climate with dry season in winter) 1991–2020 | Parámetros climáticos promedio de Pilar, Córdoba Province (Pampean climate with dry season in winter) 1991–2020 | Parámetros climáticos promedio de Pilar, Córdoba Province (Pampean climate with dry season in winter) 1991–2020 | Parámetros climáticos promedio de Pilar, Córdoba Province (Pampean climate with dry season in winter) 1991–2020 | Parámetros climáticos promedio de Pilar, Córdoba Province (Pampean climate with dry season in winter) 1991–2020 | Parámetros climáticos promedio de Pilar, Córdoba Province (Pampean climate with dry season in winter) 1991–2020 | Parámetros climáticos promedio de Pilar, Córdoba Province (Pampean climate with dry season in winter) 1991–2020 | Parámetros climáticos promedio de Pilar, Córdoba Province (Pampean climate with dry season in winter) 1991–2020 | Parámetros climáticos promedio de Pilar, Córdoba Province (Pampean climate with dry season in winter) 1991–2020 | Parámetros climáticos promedio de Pilar, Córdoba Province (Pampean climate with dry season in winter) 1991–2020 | Parámetros climáticos promedio de Pilar, Córdoba Province (Pampean climate with dry season in winter) 1991–2020 | Parámetros climáticos promedio de Pilar, Córdoba Province (Pampean climate with dry season in winter) 1991–2020 | Parámetros climáticos promedio de Pilar, Córdoba Province (Pampean climate with dry season in winter) 1991–2020 | Parámetros climáticos promedio de Pilar, Córdoba Province (Pampean climate with dry season in winter) 1991–2020 |
| Mes | Ene. | Feb. | Mar. | Abr. | May. | Jun. | Jul. | Ago. | Sep. | Oct. | Nov. | Dic. | Anual |
| --- | --- | --- | --- | --- | --- | --- | --- | --- | --- | --- | --- | --- | --- |
| Temp. máx. media (°C)                                                                                           | 30.1 | 28.3 | 27.0 | 24.0 | 20.2 | 17.6 | 17.1 | 20.2 | 22.6 | 25.1 | 28.0 | 30.0 | 24.2 |
| Temp. mín. media (°C)                                                                                           | 18.0 | 17.0 | 15.5 | 12.3 | 8.9 | 5.3 | 4.2 | 5.7 | 8.4 | 12.1 | 14.8 | 17.1 | 11.6 |
| Precipitación total (mm)                                                                                        | 112.5 | 112.1 | 97.5 | 64.9 | 23.9 | 7.0 | 6.1 | 8.1 | 28.1 | 76.3 | 98.9 | 118.4 | 753.8 |
| Días de precipitaciones (≥ 0.1 mm)                                                                              | 9.7 | 9.3 | 8.4 | 7.2 | 4.8 | 2.9 | 2.3 | 2.0 | 4.4 | 7.6 | 10.1 | 10.6 | 79.4 |
| Horas de sol | 285.2 | 231.7 | 232.5 | 192.0 | 176.7 | 171.0 | 192.2 | 223.2 | 222.0 | 238.7 | 267.0 | 275.9 | 2708.1 |
| Humedad relativa (%)                                                                                            | 69.7 | 75.5 | 76.5 | 74.8 | 76.0 | 73.1 | 67.2 | 59.5 | 57.9 | 62.7 | 62.1 | 63.7 | 68.2 |
| Fuente: Servicio Meteorológico Nacional                                                                         | | | | | | | | | | | | | |

| Parámetros climáticos promedio de Rosario (1991–2020) | Parámetros climáticos promedio de Rosario (1991–2020) | Parámetros climáticos promedio de Rosario (1991–2020) | Parámetros climáticos promedio de Rosario (1991–2020) | Parámetros climáticos promedio de Rosario (1991–2020) | Parámetros climáticos promedio de Rosario (1991–2020) | Parámetros climáticos promedio de Rosario (1991–2020) | Parámetros climáticos promedio de Rosario (1991–2020) | Parámetros climáticos promedio de Rosario (1991–2020) | Parámetros climáticos promedio de Rosario (1991–2020) | Parámetros climáticos promedio de Rosario (1991–2020) | Parámetros climáticos promedio de Rosario (1991–2020) | Parámetros climáticos promedio de Rosario (1991–2020) | Parámetros climáticos promedio de Rosario (1991–2020) |
| Mes                                                   | Ene.                                                  | Feb.                                                  | Mar.                                                  | Abr.                                                  | May.                                                  | Jun.                                                  | Jul.                                                  | Ago.                                                  | Sep.                                                  | Oct.                                                  | Nov.                                                  | Dic.                                                  | Anual                                                 |
| ----------------------------------------------------- | ----------------------------------------------------- | ----------------------------------------------------- | ----------------------------------------------------- | ----------------------------------------------------- | ----------------------------------------------------- | ----------------------------------------------------- | ----------------------------------------------------- | ----------------------------------------------------- | ----------------------------------------------------- | ----------------------------------------------------- | ----------------------------------------------------- | ----------------------------------------------------- | ----------------------------------------------------- |
| Temp. máx. media (°C)                                 | 30.9                                                  | 29.4                                                  | 27.7                                                  | 23.9                                                  | 20.1                                                  | 17.0                                                  | 16.5                                                  | 19.2                                                  | 21.5                                                  | 24.3                                                  | 27.5                                                  | 29.8                                                  | 24.0                                                  |
| Temp. mín. media (°C)                                 | 18.7                                                  | 17.7                                                  | 16.0                                                  | 12.4                                                  | 9.4                                                   | 6.2                                                   | 4.9                                                   | 6.3                                                   | 8.7                                                   | 12.3                                                  | 15.0                                                  | 17.3                                                  | 12.1                                                  |
| Precipitación total (mm)                              | 120.7                                                 | 127.4                                                 | 138.4                                                 | 119.9                                                 | 57.7                                                  | 28.3                                                  | 23.0                                                  | 35.3                                                  | 48.0                                                  | 118.7                                                 | 108.2                                                 | 127.9                                                 | 1053.5                                                |
| Días de precipitaciones (≥ 0.1 mm)                    | 7.3                                                   | 7.7                                                   | 7.4                                                   | 8.5                                                   | 5.3                                                   | 4.5                                                   | 4.2                                                   | 3.6                                                   | 5.3                                                   | 8.9                                                   | 8.2                                                   | 9.0                                                   | 79.8                                                  |
| Horas de sol                                          | 297.6                                                 | 240.1                                                 | 235.6                                                 | 183.0                                                 | 173.6                                                 | 147.0                                                 | 173.6                                                 | 195.3                                                 | 195.0                                                 | 223.2                                                 | 267.0                                                 | 288.3                                                 | 2619.3                                                |
| Humedad relativa (%)                                  | 67.8                                                  | 72.8                                                  | 75.4                                                  | 78.1                                                  | 81.0                                                  | 80.9                                                  | 77.9                                                  | 72.6                                                  | 68.5                                                  | 69.3                                                  | 65.6                                                  | 65.5                                                  | 73.0                                                  |
| Fuente: Servicio Meteorológico Nacional               |                                                       |                                                       |                                                       |                                                       |                                                       |                                                       |                                                       |                                                       |                                                       |                                                       |                                                       |                                                       |                                                       |

| Parámetros climáticos promedio de Buenos Aires (1991–2020) | Parámetros climáticos promedio de Buenos Aires (1991–2020) | Parámetros climáticos promedio de Buenos Aires (1991–2020) | Parámetros climáticos promedio de Buenos Aires (1991–2020) | Parámetros climáticos promedio de Buenos Aires (1991–2020) | Parámetros climáticos promedio de Buenos Aires (1991–2020) | Parámetros climáticos promedio de Buenos Aires (1991–2020) | Parámetros climáticos promedio de Buenos Aires (1991–2020) | Parámetros climáticos promedio de Buenos Aires (1991–2020) | Parámetros climáticos promedio de Buenos Aires (1991–2020) | Parámetros climáticos promedio de Buenos Aires (1991–2020) | Parámetros climáticos promedio de Buenos Aires (1991–2020) | Parámetros climáticos promedio de Buenos Aires (1991–2020) | Parámetros climáticos promedio de Buenos Aires (1991–2020) |
| Mes                                                        | Ene.                                                       | Feb.                                                       | Mar.                                                       | Abr.                                                       | May.                                                       | Jun.                                                       | Jul.                                                       | Ago.                                                       | Sep.                                                       | Oct.                                                       | Nov.                                                       | Dic.                                                       | Anual                                                      |
| ---------------------------------------------------------- | ---------------------------------------------------------- | ---------------------------------------------------------- | ---------------------------------------------------------- | ---------------------------------------------------------- | ---------------------------------------------------------- | ---------------------------------------------------------- | ---------------------------------------------------------- | ---------------------------------------------------------- | ---------------------------------------------------------- | ---------------------------------------------------------- | ---------------------------------------------------------- | ---------------------------------------------------------- | ---------------------------------------------------------- |
| Temp. máx. media (°C)                                      | 30.1                                                       | 28.9                                                       | 27.0                                                       | 23.2                                                       | 19.4                                                       | 16.4                                                       | 15.5                                                       | 17.9                                                       | 19.7                                                       | 22.6                                                       | 26.0                                                       | 29.0                                                       | 22.9                                                       |
| Temp. mín. media (°C)                                      | 20.2                                                       | 19.4                                                       | 17.7                                                       | 14.1                                                       | 11.1                                                       | 8.4                                                        | 7.5                                                        | 8.9                                                        | 10.6                                                       | 13.4                                                       | 16.1                                                       | 18.5                                                       | 13.8                                                       |
| Precipitación total (mm)                                   | 134.4                                                      | 129.3                                                      | 120.0                                                      | 130.3                                                      | 93.5                                                       | 61.5                                                       | 74.4                                                       | 70.3                                                       | 80.6                                                       | 122.9                                                      | 117.6                                                      | 122.8                                                      | 1257.6                                                     |
| Días de precipitaciones (≥ 0.1 mm)                         | 8.9                                                        | 8.0                                                        | 8.2                                                        | 8.9                                                        | 7.2                                                        | 7.3                                                        | 7.4                                                        | 7.0                                                        | 7.4                                                        | 10.2                                                       | 8.9                                                        | 8.9                                                        | 98.3                                                       |
| Horas de sol                                               | 272.8                                                      | 223.2                                                      | 217.0                                                      | 168.0                                                      | 158.1                                                      | 135.0                                                      | 142.6                                                      | 170.5                                                      | 180.0                                                      | 204.6                                                      | 246.0                                                      | 266.6                                                      | 2384.4                                                     |
| Humedad relativa (%)                                       | 64.6                                                       | 69.1                                                       | 72.0                                                       | 75.6                                                       | 78.7                                                       | 78.2                                                       | 77.0                                                       | 72.6                                                       | 69.5                                                       | 69.4                                                       | 65.3                                                       | 62.8                                                       | 71.2                                                       |
| Fuente: Servicio Meteorológico Nacional                    |                                                            |                                                            |                                                            |                                                            |                                                            |                                                            |                                                            |                                                            |                                                            |                                                            |                                                            |                                                            |                                                            |

| Parámetros climáticos promedio de Mar del Plata (Pampean climate with Oceanic influences) 1991–2020 | Parámetros climáticos promedio de Mar del Plata (Pampean climate with Oceanic influences) 1991–2020 | Parámetros climáticos promedio de Mar del Plata (Pampean climate with Oceanic influences) 1991–2020 | Parámetros climáticos promedio de Mar del Plata (Pampean climate with Oceanic influences) 1991–2020 | Parámetros climáticos promedio de Mar del Plata (Pampean climate with Oceanic influences) 1991–2020 | Parámetros climáticos promedio de Mar del Plata (Pampean climate with Oceanic influences) 1991–2020 | Parámetros climáticos promedio de Mar del Plata (Pampean climate with Oceanic influences) 1991–2020 | Parámetros climáticos promedio de Mar del Plata (Pampean climate with Oceanic influences) 1991–2020 | Parámetros climáticos promedio de Mar del Plata (Pampean climate with Oceanic influences) 1991–2020 | Parámetros climáticos promedio de Mar del Plata (Pampean climate with Oceanic influences) 1991–2020 | Parámetros climáticos promedio de Mar del Plata (Pampean climate with Oceanic influences) 1991–2020 | Parámetros climáticos promedio de Mar del Plata (Pampean climate with Oceanic influences) 1991–2020 | Parámetros climáticos promedio de Mar del Plata (Pampean climate with Oceanic influences) 1991–2020 | Parámetros climáticos promedio de Mar del Plata (Pampean climate with Oceanic influences) 1991–2020 |
| Mes                                                                                                 | Ene.                                                                                                | Feb.                                                                                                | Mar.                                                                                                | Abr.                                                                                                | May.                                                                                                | Jun.                                                                                                | Jul.                                                                                                | Ago.                                                                                                | Sep.                                                                                                | Oct.                                                                                                | Nov.                                                                                                | Dic.                                                                                                | Anual                                                                                               |
| --------------------------------------------------------------------------------------------------- | --------------------------------------------------------------------------------------------------- | --------------------------------------------------------------------------------------------------- | --------------------------------------------------------------------------------------------------- | --------------------------------------------------------------------------------------------------- | --------------------------------------------------------------------------------------------------- | --------------------------------------------------------------------------------------------------- | --------------------------------------------------------------------------------------------------- | --------------------------------------------------------------------------------------------------- | --------------------------------------------------------------------------------------------------- | --------------------------------------------------------------------------------------------------- | --------------------------------------------------------------------------------------------------- | --------------------------------------------------------------------------------------------------- | --------------------------------------------------------------------------------------------------- |
| Temp. máx. media (°C)                                                                               | 26.4                                                                                                | 25.5                                                                                                | 23.8                                                                                                | 20.4                                                                                                | 16.9                                                                                                | 13.8                                                                                                | 12.6                                                                                                | 14.7                                                                                                | 15.9                                                                                                | 18.6                                                                                                | 21.7                                                                                                | 25.2                                                                                                | 19.6                                                                                                |
| Temp. mín. media (°C)                                                                               | 14.5                                                                                                | 14.3                                                                                                | 12.9                                                                                                | 9.5                                                                                                 | 6.7                                                                                                 | 4.0                                                                                                 | 3.2                                                                                                 | 4.2                                                                                                 | 5.5                                                                                                 | 8.1                                                                                                 | 10.3                                                                                                | 12.8                                                                                                | 8.8                                                                                                 |
| Precipitación total (mm)                                                                            | 91.1                                                                                                | 103.6                                                                                               | 95.2                                                                                                | 97.3                                                                                                | 60.0                                                                                                | 66.1                                                                                                | 57.8                                                                                                | 63.6                                                                                                | 63.1                                                                                                | 83.1                                                                                                | 80.3                                                                                                | 84.8                                                                                                | 946.0                                                                                               |
| Días de precipitaciones (≥ 0.1 mm)                                                                  | 8.1                                                                                                 | 8.0                                                                                                 | 9.0                                                                                                 | 9.3                                                                                                 | 8.2                                                                                                 | 8.7                                                                                                 | 9.4                                                                                                 | 8.0                                                                                                 | 8.3                                                                                                 | 10.0                                                                                                | 9.8                                                                                                 | 8.2                                                                                                 | 105.0                                                                                               |
| Horas de sol                                                                                        | 195.3                                                                                               | 194.9                                                                                               | 145.7                                                                                               | 138.0                                                                                               | 99.2                                                                                                | 75.0                                                                                                | 89.9                                                                                                | 114.7                                                                                               | 102.0                                                                                               | 161.2                                                                                               | 177.0                                                                                               | 176.7                                                                                               | 1669.6                                                                                              |
| Humedad relativa (%)                                                                                | 73.9                                                                                                | 77.2                                                                                                | 79.5                                                                                                | 79.9                                                                                                | 82.0                                                                                                | 81.6                                                                                                | 81.8                                                                                                | 79.5                                                                                                | 78.6                                                                                                | 77.7                                                                                                | 75.4                                                                                                | 72.7                                                                                                | 78.3                                                                                                |
| Fuente: Servicio Meteorológico Nacional                                                             | | | | | | | | | | | | | |

## Patagonia

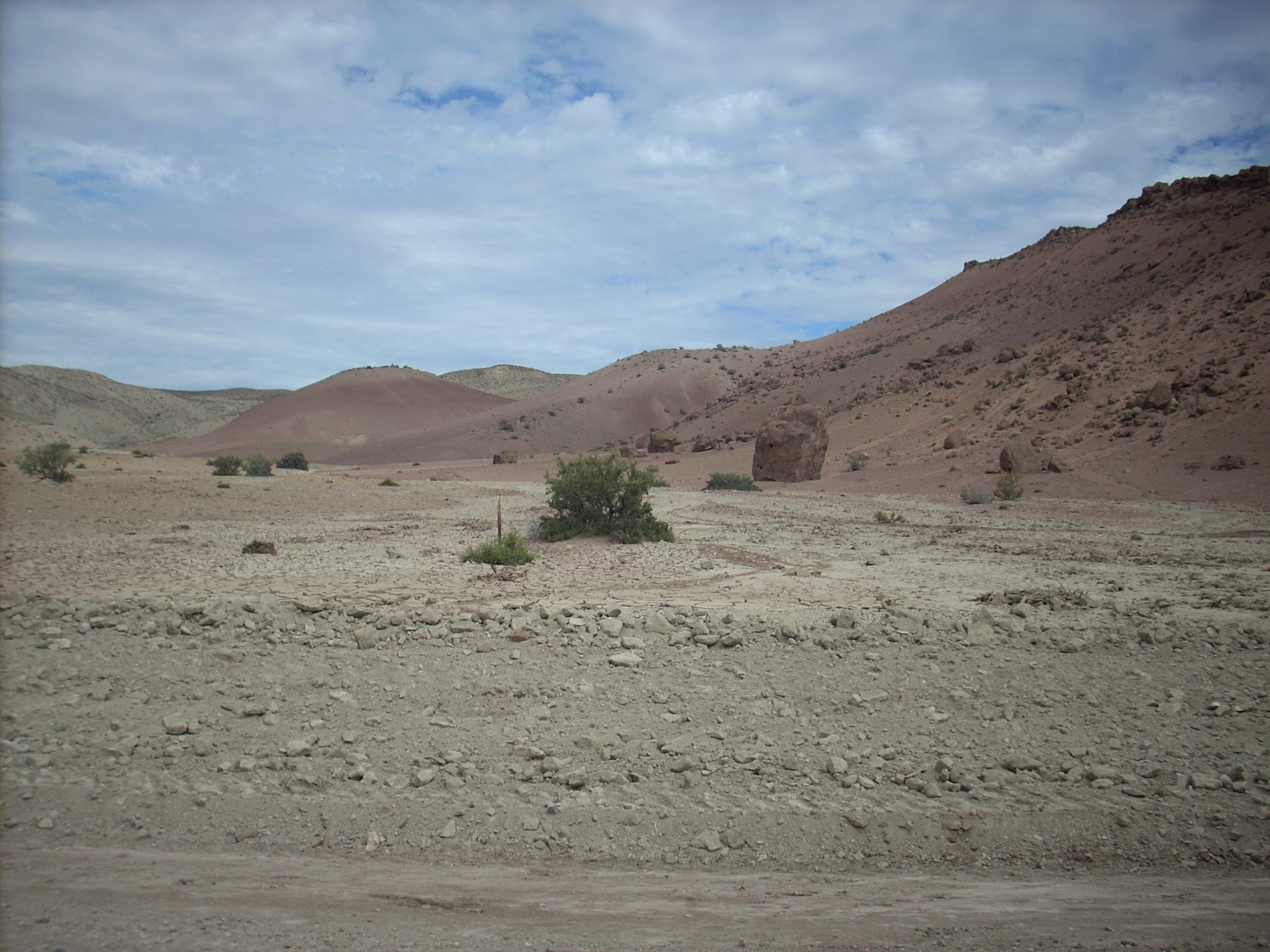
Vista típica del paisaje de las mesetas centrales de Chubut

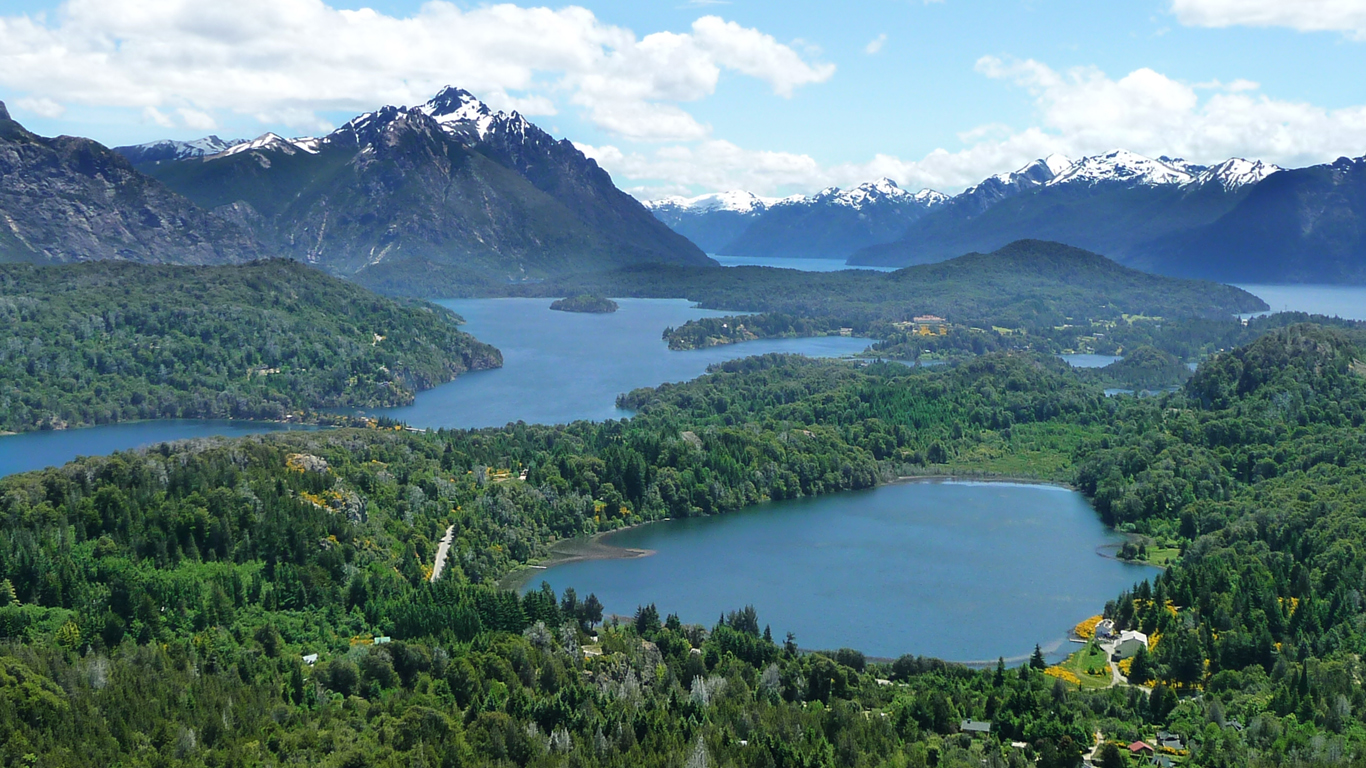
Vista de Bariloche y el Lago Nahuel Huapi. La mayor parte del oeste de Patagonia recibe abundantes precipitaciones, lo que permite el desarrollo de bosques y lagos.

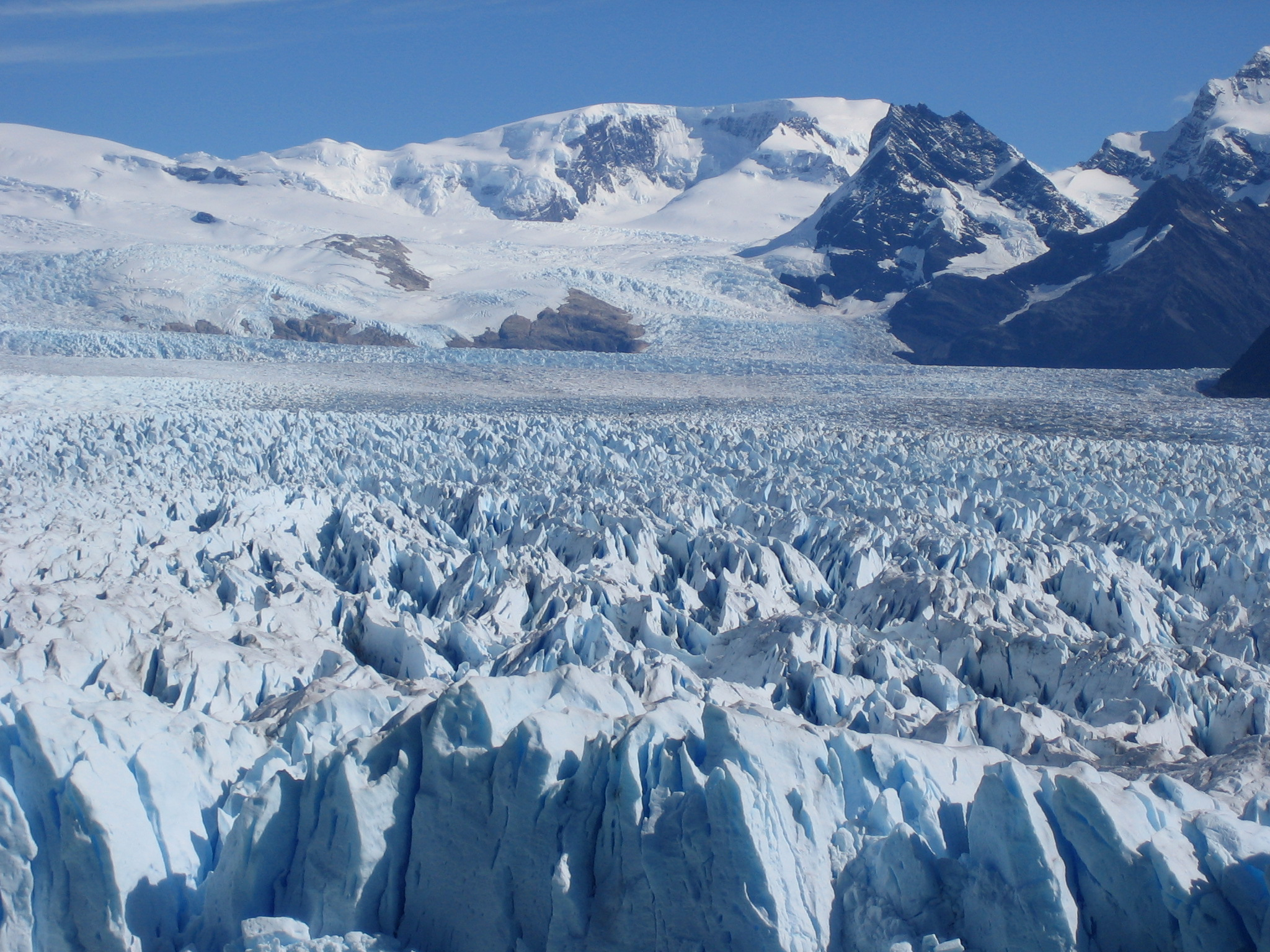
Las altas precipitaciones junto con las bajas temperaturas en el oeste forman campos de nieve permanentes como el Glaciar Perito Moreno.

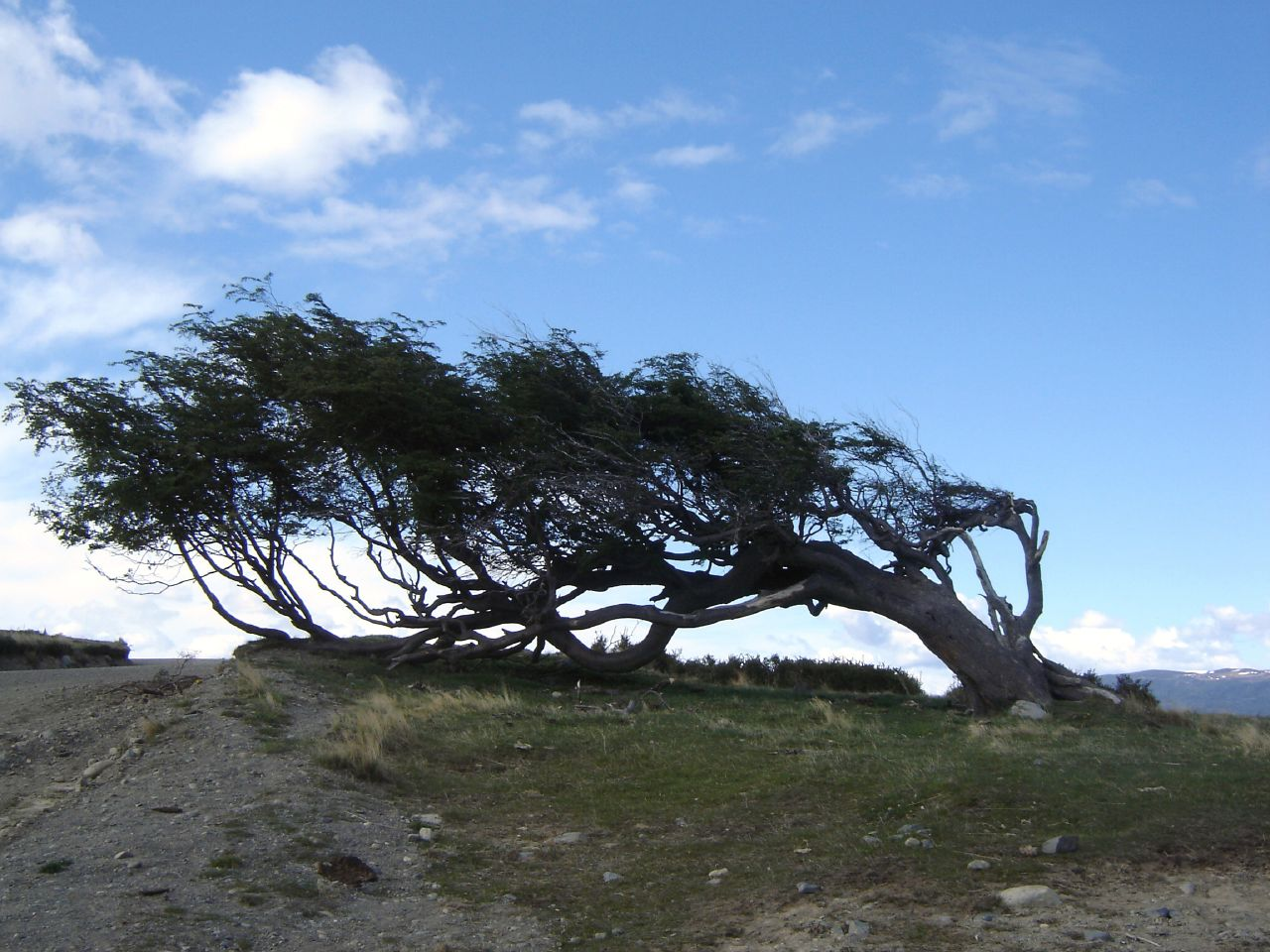
Una característica definitoria del clima son los fuertes y persistentes vientos del oeste durante todo el año debido a la falta de tierra en latitudes más altas que puedan bloquear estos vientos. Esto forma árboles característicos en forma de bandera, como este cerca de Ushuaia.

Chubut, Neuquén, Río Negro, Santa Cruz y Tierra del Fuego son las provincias que componen Patagonia.
El clima de Patagonia se clasifica como árido a semiárido y de templado a templado frío. La excepción es el Bosque Andino Patagónico, una zona boscosa ubicada en el extremo oeste y las partes australes de la provincia de Tierra del Fuego, que tiene un clima húmedo, mojado y de fresco a frío.: 71–72  Una característica definitoria es la presencia de fuertes vientos del oeste que soplan durante todo el año (más intensos en verano que en invierno). Estos favorecen la evaporación y son un factor que contribuye a que la región sea mayormente árida. Las velocidades medias anuales del viento oscilan entre 15 y 22 km/h (9 y 14 mph), aunque son comunes ráfagas de más de 100 km/h (62 mph). Hay tres factores principales que influyen en el clima de esta región: los Andes, los anticiclones del Pacífico Sur y del Atlántico Sur, y una mayor insolación en las zonas orientales que en las occidentales.
Los Andes desempeñan un papel crucial en la determinación del clima de Patagonia debido a su orientación norte-sur, que crea una barrera para las masas de aire húmedo provenientes del océano Pacífico. Dado que el viento predominante es del oeste y la mayoría de las masas de aire provienen del océano Pacífico, los Andes hacen que estas masas asciendan, enfriándose adiabáticamente. La mayor parte de la humedad se precipita en el lado chileno, resultando en abundantes precipitaciones, mientras que en gran parte del lado argentino, el aire se calienta adiabáticamente y se vuelve más seco al descender. Como resultado, los Andes crean una extensa sombra orográfica en gran parte de la Patagonia argentina, lo que hace que la región sea árida. Al sur de los 52ºS, los Andes tienen una menor elevación, lo que reduce el efecto de sombra orográfica en la provincia de Tierra del Fuego, permitiendo que prosperen bosques en la costa atlántica.
Patagonia está ubicada entre el cinturón de altas presiones subtropicales y la zona de bajas presiones subpolares, lo que significa que está expuesta a vientos del oeste que son fuertes, ya que al sur de los 40ºS hay poca tierra para bloquear estos vientos. Al estar ubicada entre los anticiclones semipermanentes del Pacífico Sur y del Atlántico Sur alrededor de los 30ºS, y la Baja subpolar alrededor de los 60ºS, el movimiento de los sistemas de alta y baja presión, junto con las corrientes oceánicas, determina el patrón de precipitaciones. Durante el invierno, tanto el anticiclón del Pacífico Sur como el del Atlántico Sur se desplazan hacia el norte, mientras que la baja subpolar se fortalece, lo que, combinado con temperaturas oceánicas más altas que las de la tierra circundante, resulta en mayores precipitaciones durante esta época del año. Debido a la migración hacia el norte del anticiclón del Pacífico Sur, más sistemas frontales pueden pasar, permitiendo que ocurran más precipitaciones. Durante el verano, el anticiclón del Pacífico Sur migra hacia el sur, impidiendo el paso de frentes y ciclones que puedan causar precipitaciones, resultando en menores precipitaciones durante esta época del año. Las áreas noreste, junto con las partes australes de la región, están influenciadas por masas de aire del océano Atlántico, lo que resulta en una distribución más uniforme de las precipitaciones a lo largo del año. La mayor parte de las precipitaciones proviene de sistemas frontales, particularmente frentes estacionarios que traen aire húmedo del océano Atlántico.
Los frentes fríos suelen moverse de oeste a este, o de suroeste a noreste, pero raramente desde el sur. Debido a esto, estos frentes fríos no resultan en un frío intenso, ya que se moderan al pasar sobre los océanos circundantes. En los raros casos en que los frentes fríos se mueven hacia el norte desde el sur (Antártida), las masas de aire frío no se moderan por los océanos circundantes, resultando en temperaturas muy frías en toda la región. En general, el paso de frentes fríos es más común en el sur que en el norte, y ocurre más en invierno que en verano. El movimiento de aire cálido subtropical hacia la región ocurre frecuentemente en verano hasta los 46ºS. Cuando el aire cálido subtropical llega a la región, el aire es seco, resultando en poca precipitación, y causa temperaturas más altas que las observadas en el noreste de Argentina.

### Precipitaciones
La influencia del océano Pacífico, los patrones de circulación general y la barrera topográfica causada por los Andes resultan en uno de los gradientes de precipitación más fuertes del mundo. Las precipitaciones disminuyen abruptamente de oeste a este, oscilando entre 4000 mm (157,5 plg) en el oeste en las estribaciones andinas a 41ºS, hasta 150 mm (6 plg) en las mesetas centrales. Por ejemplo, mientras que la precipitación media anual es superior a 1000 mm (39 plg) en las estribaciones andinas, a menos de 100 km (62 mi) hacia el este, las precipitaciones disminuyen a 200 mm (8 plg). Las altas precipitaciones en los Andes en esta región sostienen glaciares y campos de nieve permanentes. Las porciones andinas de las provincias de Chubut, Río Negro y el extremo sur de Neuquén contienen las áreas más lluviosas de toda Argentina.
La mayor parte de la región recibe menos de 200 mm (8 plg) de precipitación por año, aunque algunas áreas pueden recibir menos de 100 mm (4 plg). En el norte de la provincia de Río Negro y el este de la provincia de Neuquén, la precipitación media anual es de alrededor de 300 mm (11,8 plg), mientras que al sur de los 50ºS, las precipitaciones aumentan hacia el sur, alcanzando hasta 600 a 800 mm (24 a 31 plg). Hay una zona de transición estrecha que se extiende desde los 39ºS hasta los 47ºS que recibe alrededor de 400 mm (16 plg) de precipitación al año. Gran parte del noroeste de Patagonia en los Andes, correspondiente a las partes septentrionales del Bosque Andino Patagónico, recibe abundantes precipitaciones en invierno con sequías ocasionales en verano, lo que permite sostener bosques con una cobertura densa.: 72  Con la excepción de ciertas áreas como Puerto Blest, ninguna ciudad importante recibe más de 1000 mm (39 plg) de precipitación al año. Las partes meridionales del Bosque Andino Patagónico reciben solo 200 a 500 mm (8 a 20 plg), lo que resulta en una cobertura forestal menos densa.: 72  La menor precipitación, en comparación con las partes septentrionales, se debe a que los vientos son más intensos y secos, favoreciendo la evapotranspiración.: 72  La línea de nieve varía desde una altitud de 2500 m (8202 pies) en el norte hasta 1800 m (5906 pies) sobre el nivel del mar en el sur.
La aridez de la región se debe a la combinación de bajas precipitaciones, fuertes vientos y altas temperaturas en los meses de verano, cada uno de los cuales causa altas tasas de evaporación. La evapotranspiración media varía de 550 a 750 mm (22 a 30 plg), disminuyendo de noreste a suroeste. En la mayor parte de Patagonia, las precipitaciones se concentran en los meses de invierno, con la excepción de las áreas noreste y australes de la región, que tienen una distribución más uniforme de las precipitaciones a lo largo del año. Como resultado, excepto en estas áreas, el máximo de precipitaciones en invierno genera un fuerte déficit hídrico en verano. La mayoría de los eventos de precipitación son ligeros; cada evento suele resultar en menos de 5 mm (0,2 plg). Las tormentas eléctricas son poco frecuentes en la región, ocurriendo en promedio 5 días por año, solo durante el verano. En Tierra del Fuego, las tormentas eléctricas son inexistentes. Las nevadas ocurren de 5 a 20 días por año, principalmente en el oeste y el sur. Estos eventos de nevadas pueden resultar en fuertes tormentas de nieve.
A pesar de las bajas precipitaciones, Patagonia es nublada, con una cobertura de nubes promedio que varía del 50% en las partes orientales de la provincia de Neuquén y el noreste de la provincia de Río Negro al 70% en la provincia de Tierra del Fuego; la región tiene uno de los porcentajes más altos de cobertura de nubes en Argentina. En general, las áreas montañosas son las más nubladas, y las áreas costeras son más nubladas que las áreas del interior. Las áreas septentrionales son más soleadas (50% de insolación posible). El porcentaje de insolación posible se define como el porcentaje de insolación teórica que recibe un lugar, donde la insolación teórica se define como la mayor cantidad de luz solar que un lugar podría recibir si no hay obstrucción de la luz solar.}} que las partes meridionales de la región, como el oeste de Santa Cruz y la provincia de Tierra del Fuego (menos del 40% de insolación posible). Las islas más australes reciben algunas de las horas de sol promedio anual más bajas del mundo.
Temperaturas
Las temperaturas son relativamente frías para su latitud debido a la corriente fría de Malvinas y la alta altitud. Por ejemplo, en Tierra del Fuego las temperaturas son más frías que en latitudes equivalentes en el hemisferio norte en Europa, ya que están influenciadas por la corriente fría de Malvinas en lugar de la cálida Corriente del Atlántico Norte.: 17  Una característica del patrón de temperaturas es la distribución NO-SE de las isotermas debido a la presencia de los Andes.
Las áreas más cálidas se encuentran en las partes septentrionales de las provincias de Río Negro y Neuquén, donde las temperaturas medias anuales varían de 13 a 15 grados Celsius (55 a 59 °F), mientras que las más frías están en el oeste de Santa Cruz y la provincia de Tierra del Fuego, donde las temperaturas medias anuales varían de 5 a 8 grados Celsius (41 a 46 °F). En las mesetas patagónicas, las temperaturas medias anuales varían de 8 a 10 grados Celsius (46 a 50 °F), disminuyendo hacia el oeste. El rango diario y anual de temperaturas en estas mesetas es muy alto. El océano Atlántico modera el clima de las áreas costeras, resultando en un menor rango anual y diario de temperaturas. Hacia el sur, donde las masas de tierra son estrechas, el océano Pacífico influye en las áreas costeras además del océano Atlántico, asegurando que el frío no sea prolongado ni intenso. En altitudes más altas en los Andes, desde la provincia de Neuquén hasta la provincia de Tierra del Fuego, las temperaturas medias anuales están por debajo de 5 grados Celsius (41 °F). En general, las temperaturas medias anuales varían más con la altitud que con la latitud, ya que el gradiente de temperatura para la latitud es relativamente moderado debido a las corrientes oceánicas. Los veranos tienen una distribución menos uniforme de temperatura, y en los meses de diciembre a enero las temperaturas medias varían de 24 grados Celsius (75 °F) en el norte de la provincia de Río Negro y las partes orientales de la provincia de Neuquén a 9 grados Celsius (48 °F) en Tierra del Fuego. Los inviernos tienen una distribución de temperatura más uniforme. En julio, las temperaturas medias están por encima de 0 grados Celsius (32 °F) en toda la Patagonia extraandina, variando de 7 grados Celsius (45 °F) en el norte a alrededor de 0 grados Celsius (32 °F) en Ushuaia.
Estar expuesto a fuertes vientos del oeste puede disminuir la percepción de la temperatura (sensación térmica), particularmente en verano. El viento reduce la percepción de la temperatura media anual en 4.2 °C (7.6 °F) en toda la región. El rango anual de temperaturas en Patagonia es menor que en áreas del hemisferio norte en la misma latitud debido a las influencias marítimas del mar. En Patagonia, el rango anual de temperaturas varía de 16 °C (29 °F) en el norte y disminuye progresivamente hacia el sur hasta 4 °C (7 °F) en las islas más australes. Esto contrasta con un rango anual de más de 20 °C (36 °F) en América del Norte en latitudes superiores a los 50ºN. Las temperaturas máximas absolutas pueden superar los 40 grados Celsius (104 °F) en el norte de la provincia de Río Negro y la provincia de Neuquén, mientras que en gran parte de la región pueden superar los 30 grados Celsius (86 °F). La lectura de 30,8 grados Celsius (87,4 °F) en Río Grande ubicada en la provincia de Tierra del Fuego el 4 de febrero de 2019 se considera la instancia registrada más austral donde las temperaturas superan los 30 grados Celsius (86,0 °F). En las islas más australes, no superan los 20 grados Celsius (68 °F). Las temperaturas mínimas absolutas son superiores a −15 grados Celsius (5 °F) en las áreas costeras, mientras que en las mesetas centrales de Patagonia pueden alcanzar por debajo de −20 grados Celsius (−4 °F).

### Estadísticas para ubicaciones seleccionadas.
| Parámetros climáticos promedio de Villa La Angostura (humid Patagonian climate located in the Bosque Andino Patagónico region) 1993–2004 | Parámetros climáticos promedio de Villa La Angostura (humid Patagonian climate located in the Bosque Andino Patagónico region) 1993–2004 | Parámetros climáticos promedio de Villa La Angostura (humid Patagonian climate located in the Bosque Andino Patagónico region) 1993–2004 | Parámetros climáticos promedio de Villa La Angostura (humid Patagonian climate located in the Bosque Andino Patagónico region) 1993–2004 | Parámetros climáticos promedio de Villa La Angostura (humid Patagonian climate located in the Bosque Andino Patagónico region) 1993–2004 | Parámetros climáticos promedio de Villa La Angostura (humid Patagonian climate located in the Bosque Andino Patagónico region) 1993–2004 | Parámetros climáticos promedio de Villa La Angostura (humid Patagonian climate located in the Bosque Andino Patagónico region) 1993–2004 | Parámetros climáticos promedio de Villa La Angostura (humid Patagonian climate located in the Bosque Andino Patagónico region) 1993–2004 | Parámetros climáticos promedio de Villa La Angostura (humid Patagonian climate located in the Bosque Andino Patagónico region) 1993–2004 | Parámetros climáticos promedio de Villa La Angostura (humid Patagonian climate located in the Bosque Andino Patagónico region) 1993–2004 | Parámetros climáticos promedio de Villa La Angostura (humid Patagonian climate located in the Bosque Andino Patagónico region) 1993–2004 | Parámetros climáticos promedio de Villa La Angostura (humid Patagonian climate located in the Bosque Andino Patagónico region) 1993–2004 | Parámetros climáticos promedio de Villa La Angostura (humid Patagonian climate located in the Bosque Andino Patagónico region) 1993–2004 | Parámetros climáticos promedio de Villa La Angostura (humid Patagonian climate located in the Bosque Andino Patagónico region) 1993–2004 |
| Mes | Ene. | Feb. | Mar. | Abr. | May. | Jun. | Jul. | Ago. | Sep. | Oct. | Nov. | Dic. | Anual |
| --- | --- | --- | --- | --- | --- | --- | --- | --- | --- | --- | --- | --- | --- |
| Temp. máx. media (°C) | 23.2 | 23.2 | 19.6 | 14.5 | 10.6 | 7.4 | 7.5 | 9.1 | 11.6 | 15.6 | 17.2 | 21.4 | 15.2 |
| Temp. mín. media (°C) | 6.1 | 5.2 | 3.9 | 2.2 | 1.2 | 0.3 | -1.0 | 0.4 | -0.1 | 1.5 | 3.3 | 5.6 | 2.5 |
| Precipitación total (mm) | 63.7 | 44.5 | 77.8 | 141.3 | 207.8 | 362.4 | 249.6 | 226.3 | 144.3 | 139.8 | 123.1 | 67.7 | 1848.2 |
| Fuente: Instituto Nacional de Tecnología Agropecuaria                                                                                    | | | | | | | | | | | | | |

| Parámetros climáticos promedio de San Carlos de Bariloche Airport (northwestern Patagonia next to the Andes) 1991–2020 | Parámetros climáticos promedio de San Carlos de Bariloche Airport (northwestern Patagonia next to the Andes) 1991–2020 | Parámetros climáticos promedio de San Carlos de Bariloche Airport (northwestern Patagonia next to the Andes) 1991–2020 | Parámetros climáticos promedio de San Carlos de Bariloche Airport (northwestern Patagonia next to the Andes) 1991–2020 | Parámetros climáticos promedio de San Carlos de Bariloche Airport (northwestern Patagonia next to the Andes) 1991–2020 | Parámetros climáticos promedio de San Carlos de Bariloche Airport (northwestern Patagonia next to the Andes) 1991–2020 | Parámetros climáticos promedio de San Carlos de Bariloche Airport (northwestern Patagonia next to the Andes) 1991–2020 | Parámetros climáticos promedio de San Carlos de Bariloche Airport (northwestern Patagonia next to the Andes) 1991–2020 | Parámetros climáticos promedio de San Carlos de Bariloche Airport (northwestern Patagonia next to the Andes) 1991–2020 | Parámetros climáticos promedio de San Carlos de Bariloche Airport (northwestern Patagonia next to the Andes) 1991–2020 | Parámetros climáticos promedio de San Carlos de Bariloche Airport (northwestern Patagonia next to the Andes) 1991–2020 | Parámetros climáticos promedio de San Carlos de Bariloche Airport (northwestern Patagonia next to the Andes) 1991–2020 | Parámetros climáticos promedio de San Carlos de Bariloche Airport (northwestern Patagonia next to the Andes) 1991–2020 | Parámetros climáticos promedio de San Carlos de Bariloche Airport (northwestern Patagonia next to the Andes) 1991–2020 |
| Mes | Ene. | Feb. | Mar. | Abr. | May. | Jun. | Jul. | Ago. | Sep. | Oct. | Nov. | Dic. | Anual |
| --- | --- | --- | --- | --- | --- | --- | --- | --- | --- | --- | --- | --- | --- |
| Temp. máx. media (°C)                                                                                                  | 23.2 | 23.1 | 20.1 | 15.0 | 10.6 | 7.2 | 6.7 | 8.4 | 11.6 | 14.7 | 17.9 | 20.7 | 14.9 |
| Temp. mín. media (°C)                                                                                                  | 7.0 | 6.6 | 4.9 | 2.4 | 1.0 | -0.5 | −1.6 | -1.0 | -0.1 | 1.7 | 3.9 | 5.9 | 2.5 |
| Precipitación total (mm)                                                                                               | 23.6 | 17.5 | 29.4 | 57.1 | 113.7 | 168.3 | 126.4 | 117.3 | 55.4 | 48.7 | 30.1 | 25.0 | 812.5 |
| Días de precipitaciones (≥ 0.1 mm)                                                                                     | 3.5 | 3.3 | 6.0 | 7.9 | 13.0 | 15.9 | 14.4 | 13.5 | 9.0 | 8.2 | 5.5 | 4.8 | 105.0 |
| Horas de sol | 334.7 | 283.3 | 241.6 | 183.7 | 130.4 | 96.0 | 124.7 | 146.9 | 189.9 | 239.3 | 290.7 | 296.3 | 2594.6 |
| Humedad relativa (%)                                                                                                   | 51.9 | 53.3 | 60.2 | 68.2 | 76.0 | 79.1 | 78.0 | 74.9 | 66.9 | 61.5 | 56.6 | 53.6 | 65.0 |
| Fuente n.º 1: Servicio Meteorólogico Nacional                                                                          | | | | | | | | | | | | | |
| Fuente n.º 2: World Meteorological Organization (sunshine hours 1981–2010)                                             | | | | | | | | | | | | | |

| Parámetros climáticos promedio de Neuquén, Argentina (northern Patagonia) 1991–2020 | Parámetros climáticos promedio de Neuquén, Argentina (northern Patagonia) 1991–2020 | Parámetros climáticos promedio de Neuquén, Argentina (northern Patagonia) 1991–2020 | Parámetros climáticos promedio de Neuquén, Argentina (northern Patagonia) 1991–2020 | Parámetros climáticos promedio de Neuquén, Argentina (northern Patagonia) 1991–2020 | Parámetros climáticos promedio de Neuquén, Argentina (northern Patagonia) 1991–2020 | Parámetros climáticos promedio de Neuquén, Argentina (northern Patagonia) 1991–2020 | Parámetros climáticos promedio de Neuquén, Argentina (northern Patagonia) 1991–2020 | Parámetros climáticos promedio de Neuquén, Argentina (northern Patagonia) 1991–2020 | Parámetros climáticos promedio de Neuquén, Argentina (northern Patagonia) 1991–2020 | Parámetros climáticos promedio de Neuquén, Argentina (northern Patagonia) 1991–2020 | Parámetros climáticos promedio de Neuquén, Argentina (northern Patagonia) 1991–2020 | Parámetros climáticos promedio de Neuquén, Argentina (northern Patagonia) 1991–2020 | Parámetros climáticos promedio de Neuquén, Argentina (northern Patagonia) 1991–2020 |
| Mes                                                                                 | Ene.                                                                                | Feb.                                                                                | Mar.                                                                                | Abr.                                                                                | May.                                                                                | Jun.                                                                                | Jul.                                                                                | Ago.                                                                                | Sep.                                                                                | Oct.                                                                                | Nov.                                                                                | Dic.                                                                                | Anual                                                                               |
| ----------------------------------------------------------------------------------- | ----------------------------------------------------------------------------------- | ----------------------------------------------------------------------------------- | ----------------------------------------------------------------------------------- | ----------------------------------------------------------------------------------- | ----------------------------------------------------------------------------------- | ----------------------------------------------------------------------------------- | ----------------------------------------------------------------------------------- | ----------------------------------------------------------------------------------- | ----------------------------------------------------------------------------------- | ----------------------------------------------------------------------------------- | ----------------------------------------------------------------------------------- | ----------------------------------------------------------------------------------- | ----------------------------------------------------------------------------------- |
| Temp. máx. media (°C)                                                               | 32.1                                                                                | 30.6                                                                                | 27.4                                                                                | 21.8                                                                                | 16.6                                                                                | 13.3                                                                                | 13.1                                                                                | 16.1                                                                                | 19.3                                                                                | 22.9                                                                                | 27.1                                                                                | 30.3                                                                                | 22.6                                                                                |
| Temp. mín. media (°C)                                                               | 15.9                                                                                | 14.4                                                                                | 11.8                                                                                | 7.2                                                                                 | 4.0                                                                                 | 1.7                                                                                 | 0.5                                                                                 | 2.0                                                                                 | 4.8                                                                                 | 8.4                                                                                 | 11.9                                                                                | 14.6                                                                                | 8.1                                                                                 |
| Precipitación total (mm)                                                            | 13.5                                                                                | 12.6                                                                                | 14.8                                                                                | 21.9                                                                                | 26.4                                                                                | 17.6                                                                                | 17.9                                                                                | 9.6                                                                                 | 16.5                                                                                | 32.9                                                                                | 17.7                                                                                | 10.3                                                                                | 211.7                                                                               |
| Días de precipitaciones (≥ 0.1 mm)                                                  | 2.2                                                                                 | 2.7                                                                                 | 2.6                                                                                 | 4.2                                                                                 | 5.3                                                                                 | 5.7                                                                                 | 4.4                                                                                 | 3.0                                                                                 | 3.9                                                                                 | 4.0                                                                                 | 2.8                                                                                 | 2.2                                                                                 | 43.1                                                                                |
| Horas de sol                                                                        | 322.4                                                                               | 299.5                                                                               | 263.5                                                                               | 207.0                                                                               | 148.8                                                                               | 117.0                                                                               | 148.8                                                                               | 176.7                                                                               | 189.0                                                                               | 248.0                                                                               | 279.0                                                                               | 282.1                                                                               | 2681.8                                                                              |
| Humedad relativa (%)                                                                | 38.1                                                                                | 45.4                                                                                | 53.6                                                                                | 63.0                                                                                | 70.2                                                                                | 70.9                                                                                | 68.0                                                                                | 58.8                                                                                | 51.1                                                                                | 46.5                                                                                | 39.9                                                                                | 37.2                                                                                | 53.6                                                                                |
| Fuente: Servicio Meteorológico Nacional                                             |                                                                                     |                                                                                     |                                                                                     |                                                                                     |                                                                                     |                                                                                     |                                                                                     |                                                                                     |                                                                                     |                                                                                     |                                                                                     |                                                                                     |                                                                                     |

| Parámetros climáticos promedio de Punta Delgada Lighthouse, Valdes Peninsula (Patagonian coast) 1941–1950 | Parámetros climáticos promedio de Punta Delgada Lighthouse, Valdes Peninsula (Patagonian coast) 1941–1950 | Parámetros climáticos promedio de Punta Delgada Lighthouse, Valdes Peninsula (Patagonian coast) 1941–1950 | Parámetros climáticos promedio de Punta Delgada Lighthouse, Valdes Peninsula (Patagonian coast) 1941–1950 | Parámetros climáticos promedio de Punta Delgada Lighthouse, Valdes Peninsula (Patagonian coast) 1941–1950 | Parámetros climáticos promedio de Punta Delgada Lighthouse, Valdes Peninsula (Patagonian coast) 1941–1950 | Parámetros climáticos promedio de Punta Delgada Lighthouse, Valdes Peninsula (Patagonian coast) 1941–1950 | Parámetros climáticos promedio de Punta Delgada Lighthouse, Valdes Peninsula (Patagonian coast) 1941–1950 | Parámetros climáticos promedio de Punta Delgada Lighthouse, Valdes Peninsula (Patagonian coast) 1941–1950 | Parámetros climáticos promedio de Punta Delgada Lighthouse, Valdes Peninsula (Patagonian coast) 1941–1950 | Parámetros climáticos promedio de Punta Delgada Lighthouse, Valdes Peninsula (Patagonian coast) 1941–1950 | Parámetros climáticos promedio de Punta Delgada Lighthouse, Valdes Peninsula (Patagonian coast) 1941–1950 | Parámetros climáticos promedio de Punta Delgada Lighthouse, Valdes Peninsula (Patagonian coast) 1941–1950 | Parámetros climáticos promedio de Punta Delgada Lighthouse, Valdes Peninsula (Patagonian coast) 1941–1950 |
| Mes | Ene. | Feb. | Mar. | Abr. | May. | Jun. | Jul. | Ago. | Sep. | Oct. | Nov. | Dic. | Anual |
| --- | --- | --- | --- | --- | --- | --- | --- | --- | --- | --- | --- | --- | --- |
| Temp. máx. media (°C)                                                                                     | 22.8 | 23.2 | 21.1 | 18.6 | 14.6 | 12.2 | 11.2 | 11.6 | 13.7 | 17.2 | 19.4 | 21.8 | 17.3 |
| Temp. mín. media (°C)                                                                                     | 13.1 | 13.3 | 12.0 | 10.2 | 7.0 | 4.3 | 3.6 | 3.2 | 5.5 | 7.4 | 9.8 | 12.0 | 8.5 |
| Precipitación total (mm)                                                                                  | 13.9 | 10.5 | 23.5 | 25.9 | 25.0 | 25.2 | 27.9 | 14.8 | 16.5 | 12.1 | 13.1 | 15.1 | 223.5 |
| Humedad relativa (%)                                                                                      | 68.0 | 68.5 | 68.5 | 68.5 | 72.5 | 76.5 | 77.0 | 72.5 | 72.5 | 68.0 | 69.0 | 67.5 | 70.8 |
| Fuente: Secretaria de Mineria                                                                             | | | | | | | | | | | | | |

| Parámetros climáticos promedio de Paso de Indios (Patagonian plateau) 1971–1990 | Parámetros climáticos promedio de Paso de Indios (Patagonian plateau) 1971–1990 | Parámetros climáticos promedio de Paso de Indios (Patagonian plateau) 1971–1990 | Parámetros climáticos promedio de Paso de Indios (Patagonian plateau) 1971–1990 | Parámetros climáticos promedio de Paso de Indios (Patagonian plateau) 1971–1990 | Parámetros climáticos promedio de Paso de Indios (Patagonian plateau) 1971–1990 | Parámetros climáticos promedio de Paso de Indios (Patagonian plateau) 1971–1990 | Parámetros climáticos promedio de Paso de Indios (Patagonian plateau) 1971–1990 | Parámetros climáticos promedio de Paso de Indios (Patagonian plateau) 1971–1990 | Parámetros climáticos promedio de Paso de Indios (Patagonian plateau) 1971–1990 | Parámetros climáticos promedio de Paso de Indios (Patagonian plateau) 1971–1990 | Parámetros climáticos promedio de Paso de Indios (Patagonian plateau) 1971–1990 | Parámetros climáticos promedio de Paso de Indios (Patagonian plateau) 1971–1990 | Parámetros climáticos promedio de Paso de Indios (Patagonian plateau) 1971–1990 |
| Mes                                                                             | Ene.                                                                            | Feb.                                                                            | Mar.                                                                            | Abr.                                                                            | May.                                                                            | Jun.                                                                            | Jul.                                                                            | Ago.                                                                            | Sep.                                                                            | Oct.                                                                            | Nov.                                                                            | Dic.                                                                            | Anual                                                                           |
| ------------------------------------------------------------------------------- | ------------------------------------------------------------------------------- | ------------------------------------------------------------------------------- | ------------------------------------------------------------------------------- | ------------------------------------------------------------------------------- | ------------------------------------------------------------------------------- | ------------------------------------------------------------------------------- | ------------------------------------------------------------------------------- | ------------------------------------------------------------------------------- | ------------------------------------------------------------------------------- | ------------------------------------------------------------------------------- | ------------------------------------------------------------------------------- | ------------------------------------------------------------------------------- | ------------------------------------------------------------------------------- |
| Temp. máx. media (°C)                                                           | 26.4                                                                            | 25.8                                                                            | 22.6                                                                            | 17.6                                                                            | 12.6                                                                            | 8.9                                                                             | 8.7                                                                             | 11.1                                                                            | 15.1                                                                            | 18.7                                                                            | 22.1                                                                            | 25.0                                                                            | 17.9                                                                            |
| Temp. mín. media (°C)                                                           | 10.1                                                                            | 9.6                                                                             | 7.0                                                                             | 4.0                                                                             | 0.9                                                                             | -1.3                                                                            | -2.1                                                                            | -0.8                                                                            | 1.1                                                                             | 3.8                                                                             | 6.5                                                                             | 9.0                                                                             | 4.0                                                                             |
| Precipitación total (mm)                                                        | 7.6                                                                             | 12.7                                                                            | 11.5                                                                            | 16.4                                                                            | 26.0                                                                            | 22.9                                                                            | 23.9                                                                            | 18.0                                                                            | 17.4                                                                            | 13.7                                                                            | 8.0                                                                             | 9.2                                                                             | 187.3                                                                           |
| Días de precipitaciones (≥ 0.1 mm)                                              | 2                                                                               | 3                                                                               | 4                                                                               | 5                                                                               | 8                                                                               | 8                                                                               | 7                                                                               | 6                                                                               | 6                                                                               | 5                                                                               | 4                                                                               | 3                                                                               | 61                                                                              |
| Horas de sol                                                                    | 282.1                                                                           | 257.1                                                                           | 223.2                                                                           | 159.0                                                                           | 133.3                                                                           | 108.0                                                                           | 120.9                                                                           | 148.8                                                                           | 171.0                                                                           | 229.4                                                                           | 249.0                                                                           | 263.5                                                                           | 2345.3                                                                          |
| Humedad relativa (%)                                                            | 40.0                                                                            | 43.0                                                                            | 47.5                                                                            | 53.0                                                                            | 64.5                                                                            | 69.5                                                                            | 68.5                                                                            | 61.5                                                                            | 54.5                                                                            | 47.5                                                                            | 44.0                                                                            | 41.5                                                                            | 52.9                                                                            |
| Fuente n.º 1: Secretaria de Mineria                                             |                                                                                 |                                                                                 |                                                                                 |                                                                                 |                                                                                 |                                                                                 |                                                                                 |                                                                                 |                                                                                 |                                                                                 |                                                                                 |                                                                                 |                                                                                 |
| Fuente n.º 2: Servicio Meteorológico Nacional (precipitation days 1961–1990)    |                                                                                 |                                                                                 |                                                                                 |                                                                                 |                                                                                 |                                                                                 |                                                                                 |                                                                                 |                                                                                 |                                                                                 |                                                                                 |                                                                                 |                                                                                 |

| Parámetros climáticos promedio de Esquel (transition zone between Andes and Patagonian plateau) 1991–2020 | Parámetros climáticos promedio de Esquel (transition zone between Andes and Patagonian plateau) 1991–2020 | Parámetros climáticos promedio de Esquel (transition zone between Andes and Patagonian plateau) 1991–2020 | Parámetros climáticos promedio de Esquel (transition zone between Andes and Patagonian plateau) 1991–2020 | Parámetros climáticos promedio de Esquel (transition zone between Andes and Patagonian plateau) 1991–2020 | Parámetros climáticos promedio de Esquel (transition zone between Andes and Patagonian plateau) 1991–2020 | Parámetros climáticos promedio de Esquel (transition zone between Andes and Patagonian plateau) 1991–2020 | Parámetros climáticos promedio de Esquel (transition zone between Andes and Patagonian plateau) 1991–2020 | Parámetros climáticos promedio de Esquel (transition zone between Andes and Patagonian plateau) 1991–2020 | Parámetros climáticos promedio de Esquel (transition zone between Andes and Patagonian plateau) 1991–2020 | Parámetros climáticos promedio de Esquel (transition zone between Andes and Patagonian plateau) 1991–2020 | Parámetros climáticos promedio de Esquel (transition zone between Andes and Patagonian plateau) 1991–2020 | Parámetros climáticos promedio de Esquel (transition zone between Andes and Patagonian plateau) 1991–2020 | Parámetros climáticos promedio de Esquel (transition zone between Andes and Patagonian plateau) 1991–2020 |
| Mes | Ene. | Feb. | Mar. | Abr. | May. | Jun. | Jul. | Ago. | Sep. | Oct. | Nov. | Dic. | Anual |
| --- | --- | --- | --- | --- | --- | --- | --- | --- | --- | --- | --- | --- | --- |
| Temp. máx. media (°C)                                                                                     | 22.0 | 22.3 | 19.2 | 14.7 | 10.5 | 7.0 | 6.2 | 8.7 | 11.9 | 14.6 | 17.6 | 20.1 | 14.6 |
| Temp. mín. media (°C)                                                                                     | 8.6 | 8.1 | 5.8 | 2.9 | 0.8 | -1.4 | -2.4 | -1.1 | 0.2 | 2.3 | 4.9 | 7.3 | 3.0 |
| Precipitación total (mm)                                                                                  | 22.1 | 20.8 | 23.5 | 41.1 | 64.5 | 81.1 | 64.5 | 55.3 | 29.4 | 28.7 | 21.3 | 20.3 | 472.6 |
| Días de precipitaciones (≥ 0.1 mm)                                                                        | 3.8 | 4.1 | 5.3 | 7.0 | 9.5 | 11.6 | 9.7 | 10.4 | 6.8 | 6.2 | 4.9 | 3.9 | 83.2 |
| Horas de sol                                                                                              | 325.5 | 274.0 | 232.5 | 186.0 | 130.2 | 102.0 | 120.9 | 164.3 | 195.0 | 251.1 | 288.0 | 313.1 | 2582.6 |
| Humedad relativa (%)                                                                                      | 47.4 | 49.9 | 56.0 | 63.0 | 72.1 | 75.4 | 75.3 | 70.1 | 61.7 | 55.0 | 49.9 | 47.5 | 60.3 |
| Fuente: Servicio Meteorológico Nacional                                                                   | | | | | | | | | | | | | |

| Parámetros climáticos promedio de Ushuaia Airport (Tierra del Fuego) 1981–2010  | Parámetros climáticos promedio de Ushuaia Airport (Tierra del Fuego) 1981–2010 | Parámetros climáticos promedio de Ushuaia Airport (Tierra del Fuego) 1981–2010 | Parámetros climáticos promedio de Ushuaia Airport (Tierra del Fuego) 1981–2010 | Parámetros climáticos promedio de Ushuaia Airport (Tierra del Fuego) 1981–2010 | Parámetros climáticos promedio de Ushuaia Airport (Tierra del Fuego) 1981–2010 | Parámetros climáticos promedio de Ushuaia Airport (Tierra del Fuego) 1981–2010 | Parámetros climáticos promedio de Ushuaia Airport (Tierra del Fuego) 1981–2010 | Parámetros climáticos promedio de Ushuaia Airport (Tierra del Fuego) 1981–2010 | Parámetros climáticos promedio de Ushuaia Airport (Tierra del Fuego) 1981–2010 | Parámetros climáticos promedio de Ushuaia Airport (Tierra del Fuego) 1981–2010 | Parámetros climáticos promedio de Ushuaia Airport (Tierra del Fuego) 1981–2010 | Parámetros climáticos promedio de Ushuaia Airport (Tierra del Fuego) 1981–2010 | Parámetros climáticos promedio de Ushuaia Airport (Tierra del Fuego) 1981–2010 |
| Mes                                                                             | Ene.                                                                           | Feb.                                                                           | Mar.                                                                           | Abr.                                                                           | May.                                                                           | Jun.                                                                           | Jul.                                                                           | Ago.                                                                           | Sep.                                                                           | Oct.                                                                           | Nov.                                                                           | Dic.                                                                           | Anual                                                                          |
| ------------------------------------------------------------------------------- | ------------------------------------------------------------------------------ | ------------------------------------------------------------------------------ | ------------------------------------------------------------------------------ | ------------------------------------------------------------------------------ | ------------------------------------------------------------------------------ | ------------------------------------------------------------------------------ | ------------------------------------------------------------------------------ | ------------------------------------------------------------------------------ | ------------------------------------------------------------------------------ | ------------------------------------------------------------------------------ | ------------------------------------------------------------------------------ | ------------------------------------------------------------------------------ | ------------------------------------------------------------------------------ |
| Temp. máx. media (°C)                                                           | 14.5                                                                           | 14.1                                                                           | 12.1                                                                           | 9.8                                                                            | 6.9                                                                            | 4.2                                                                            | 4.6                                                                            | 6.1                                                                            | 8.1                                                                            | 10.5                                                                           | 12.2                                                                           | 13.3                                                                           | 9.7                                                                            |
| Temp. mín. media (°C)                                                           | 5.6                                                                            | 5.6                                                                            | 4.3                                                                            | 2.9                                                                            | 1.1                                                                            | −1.2                                                                           | −1.1                                                                           | −0.3                                                                           | 0.6                                                                            | 2.3                                                                            | 3.6                                                                            | 4.6                                                                            | 2.3                                                                            |
| Precipitación total (mm)                                                        | 49.5                                                                           | 42.1                                                                           | 46.8                                                                           | 55.9                                                                           | 47.6                                                                           | 56.4                                                                           | 40.1                                                                           | 36.0                                                                           | 34.5                                                                           | 36.1                                                                           | 41.3                                                                           | 50.7                                                                           | 537.0                                                                          |
| Días de precipitaciones (≥ 0.1 mm)                                              | 17.1                                                                           | 14.2                                                                           | 14.9                                                                           | 15.8                                                                           | 14.0                                                                           | 14.2                                                                           | 15.3                                                                           | 14.4                                                                           | 13.3                                                                           | 14.4                                                                           | 16.0                                                                           | 16.8                                                                           | 180.4                                                                          |
| Horas de sol                                                                    | 167.4                                                                          | 146.9                                                                          | 133.3                                                                          | 102.0                                                                          | 68.2                                                                           | 42.0                                                                           | 55.8                                                                           | 83.7                                                                           | 123.0                                                                          | 164.3                                                                          | 180.0                                                                          | 167.4                                                                          | 1434.0                                                                         |
| Humedad relativa (%)                                                            | 75                                                                             | 76                                                                             | 78                                                                             | 80                                                                             | 81                                                                             | 82                                                                             | 82                                                                             | 80                                                                             | 76                                                                             | 73                                                                             | 72                                                                             | 74                                                                             | 77                                                                             |
| Fuente n.º 1: World Meteorological Organization                                 |                                                                                |                                                                                |                                                                                |                                                                                |                                                                                |                                                                                |                                                                                |                                                                                |                                                                                |                                                                                |                                                                                |                                                                                |                                                                                |
| Fuente n.º 2: NOAA (humidity 1961–1990), Secretaria de Mineria (sun, 1901–1990) |                                                                                |                                                                                |                                                                                |                                                                                |                                                                                |                                                                                |                                                                                |                                                                                |                                                                                |                                                                                |                                                                                |                                                                                |                                                                                |